# Première guerre civile libyenne
Pour les articles homonymes, voir Guerre civile libyenne.
Ne doit pas être confondu avec Intervention militaire de 2011 en Libye.
- Zones tenues par les forces anti-Kadhafi le 1er mars.
- Zones contestées entre mars et août
- Offensive rebelle à l'ouest du littoral en août
- Avancée des rebelles à partir du 1er octobre
- Dernières poches loyalistes

Batailles
- 1re Benghazi
- El Beïda
- Derna
- 1re Tripoli
- Misrata
- 1re Zaouïa
- Djebel Nefoussa (1re Dehiba
- 2e Dehiba
- Gharyan)
- 1re Brega
- 1re Ras Lanouf
- 1re Ben Jawad
- 2e Ras Lanouf
- 2e Brega
- 1re Ajdabiya
- 2e Benghazi
- 2e Ajdabiya
- 1re golfe de Syrte
- 3e Brega
- Al Jawf
- Front de Misrata (Zliten
- Tawarga
- 2e Zaouïa
- 4e Brega
- Fezzan
- Birak)
- 5e Brega
- 3e Zaouïa
- 2e Tripoli
- 2e Sebha
- 2e golfe de Syrte (Syrte)
- Offensive de Bani Walid (Tarhounah - Bani Walid)

- Intervention militaire de l’OTAN
- Opération Ellamy (Royaume-Uni)
- Opération Harmattan (France)
- Opération Odyssey Dawn (États-Unis)
- Opération Mobile (Canada)

La première guerre civile libyenne, ou révolution libyenne, est un conflit armé issu d'un mouvement de contestation populaire, assorti de revendications sociales et politiques, qui s'est déroulé entre le 15 février et le 23 octobre 2011 en Libye. Il s'inscrit dans un contexte de protestations dans les pays arabes et est à l'origine de l'intervention militaire internationale de 2011 en Libye.
Comme les révolutions tunisienne et égyptienne, le mouvement trouve son origine dans un mouvement de protestations, réclamant plus de libertés et de démocratie, un meilleur respect des droits de l'homme, une meilleure répartition des richesses ainsi que l'arrêt de la corruption au sein de l'État et de ses institutions,. Après 42 ans au pouvoir (depuis le 1er septembre 1969), Mouammar Kadhafi, le « Guide de la Révolution » de la Jamahiriya arabe libyenne, est d'ailleurs au début de 2011 le plus ancien dirigeant du monde arabe en fonction. En revanche, contrairement aux autres révolutions arabes, la révolution libyenne, en raison de l’absence d’une véritable société civile et partis politiques organisés, ce sont les alliances tribales et claniques qui ont servi de vecteurs à la mobilisation populaire.
Les principaux mouvements ont d'abord eu lieu dans des villes de Cyrénaïque (à l'est) : à El Beïda, Darnah et surtout Benghazi, puis s'étendent dans pratiquement toutes les grandes villes du pays et à Tripoli, la capitale. Plusieurs intellectuels qui s'étaient rangés aux côtés des manifestants ont été arrêtés et pour la plupart jugés. De hauts dignitaires religieux appellent dès février à la fin du régime.

La répression des opposants prend un tour sanglant entre le 15 et le 17 février à Benghazi, le pouvoir durcissant la répression des manifestants. Les manifestations se muent alors en révolte armée : le régime de Kadhafi est abandonné par une partie de ses cadres et les insurgés forment un Conseil national de transition. Les troupes de Kadhafi reprennent cependant le terrain face aux insurgés. Le 10 mars 2011, le président français Nicolas Sarkozy reçoit à Paris les représentants du conseil national de transition et est le premier chef d'État à reconnaître officiellement cet organe de l'insurrection comme seul représentant de la Libye. Il lance une bataille diplomatique avec l'aide du Premier ministre britannique David Cameron dont l'issue victorieuse se traduira par l'adoption de la résolution 1973 du Conseil de sécurité des Nations unies, autorisant des frappes aériennes contre les forces de Kadhafi pour la protection du peuple libyen. Elle est mise en œuvre par une coalition internationale le 19 mars 2011. Le 23 mars 2011, le président Nicolas Sarkozy déclare :
« Si Kadhafi était entré dans Bengazhi, Srebrenica à côté serait passé pour un non-événement […]. L'Europe, elle, n'avance pas sans l'Allemagne ; mais pour la défense, on avance avec les Anglais […]. Le deuxième objectif de cette opération en Libye, c'est toute la question de nos relations avec les pays arabes réussissant leur marche vers la démocratie […] et puis la troisième chose, ce sont les valeurs de la France. Si nous n'avions pas fait ça, ç'aurait été une honte. »
Durant plusieurs mois, pro et anti-kadhafistes prennent à tour de rôle l'avantage au gré d'offensives et de contre-offensives. Fin août 2011, une offensive décisive permet la prise de Tripoli, ce qui entraîne la fuite de Mouhammar Kadhafi et de ses proches et l'accélération de la reconnaissance internationale de la légitimité du CNT.
Les combats se poursuivent ensuite autour des derniers bastions kadhafistes. Le 20 octobre 2011, Syrte, le dernier d'entre eux, tombe aux mains des forces du Conseil national de transition et Mouammar Kadhafi est tué. Le 19 novembre suivant, son fils, Saïf al-Islam, est arrêté au sud de la Libye par des combattants du CNT.
Le 23 octobre 2011 à Benghazi, le président du CNT Moustafa Abdel Jalil proclame la « libération » de la Libye, mettant officiellement fin à la guerre civile qui durait depuis huit mois.

## Contexte

### Système de pouvoir mis en place par Kadhafi
Mouammar Kadhafi dirige la Libye depuis 1969 après avoir renversé le roi Idris Ier par un coup d'État. Depuis sa prise de pouvoir, le « Guide » a mené le pays d'une façon autoritaire, en plaçant ses proches et les membres de sa tribu au sein de l'armée et aux postes clés du gouvernement. Dans un équilibre fragile entre fidèles et opposants, de stabilité et développement économique relatif, le colonel Kadhafi a su préserver son pouvoir. De la même manière il n'avait jamais mis en avant l'un de ses fils, pour éviter la montée d'un successeur potentiel.
L’armée lui inspire la méfiance : elle est responsable de la moitié de la quarantaine de coups d’État qui ont eu lieu depuis 1969[réf. à confirmer]. Dans un but d'affaiblissement partiel, elle a été divisée en deux :
- sept brigades d’élite, bien équipées et payées, et commandées par des membres de la famille de Kadhafi, ou de sa tribu, les Kadhafas ;
- le reste de l’armée de terre est sous-entraînée et sous-équipée avec du matériel datant de l'époque soviétique.

Selon certains observateurs, comme l'Institut des droits de l'homme des avocats européens (IDHAE), l'insurrection libyenne prend son origine lointaine dans le massacre d'Abou Salim, le 29 juin 1996 : Abdallah Senoussi, chef des services secrets, ordonna l'exécution de 1 270 des 1 700 prisonniers rebelles de la prison d'Abou Salim.

### Économie fondée sur la rente pétrolière
L'économie libyenne est très largement dépendante de la rente du pétrole, 58 % du PIB libyen provient de l'or noir et de ses dérivés. Le PIB par habitant en 2010 est de 13 800 dollars, ce qui en fait l'un des pays les plus riches par habitant du monde arabe, ce chiffre s'expliquant par une population relativement petite. L’essentiel des hydrocarbures est exporté vers l'Europe (85 %), et certains pays européens en sont très dépendants : l’Irlande, l’Italie, l’Autriche, la Suisse et la France importent plus de 15 % de leur pétrole de Libye.
La Libye est considérée comme un pays riche avec une population plutôt bien instruite : le taux d'alphabétisation est de 83 %. Cependant, selon l'Indice de perception de la corruption, le degré de corruption perçu dans le pays est plus élevé en Libye (2,2) qu'en Égypte (3,1) ou en Tunisie (4,3). Enfin, le taux de chômage est très important. Comme en Tunisie, la proportion de jeunes de moins de 25 ans est très élevée (47,4 % de la population).

### Système politique intégrant les tribus

Carte présentant les diverses tribus et ethnies de Libye.

Le système politique de la Jamahiriya arabe libyenne est fondé en grande partie sur des alliances tribales,. En quarante ans de règne, Kadhafi a conservé le système tribal et son utilisation des alliances lignagères a été érigée en un véritable système politique,. Mais parallèlement, il a réduit le rôle des tribus et les a marginalisées, en constituant une ébauche de système administratif moderne, avec préfectures (muhāfazāt) et municipalités (baladīyat), ce qui a amoindri le soutien que les tribus étaient susceptibles de lui apporter.
La Qadhadhafā, à laquelle appartient Mouammar Kadhafi, est forte d'environ 125 000 membres surtout dans le Centre de la Libye. Cette tribu a la mainmise sur le régime libyen, elle est la plus armée et a toujours été privilégiée par Kadhafi pour défendre son régime dont elle est le noyau dur. Par ailleurs, le dirigeant libyen a de tous temps été très méfiant vis-à-vis des forces armées libyennes, préférant volontairement les affaiblir par peur des coups d’État. Le « Guide » a plutôt renforcé les milices et les forces de sécurité spéciales dirigées par ses fils et les membres de sa tribu.
La Ouarfalla (ou Warfalla ou encore Warfallah) est la plus grande des tribus de Libye avec environ un million de membres. Elle se situe essentiellement à Benghazi, dans l'Est du pays, d’où est partie la révolte. Les officiers warfalites ont fait les frais du coup d’État manqué en 1993, nombre des membres de la tribu occupant des fonctions dirigeantes dans l’armée ont été emprisonnés ou tués.[réf. souhaitée]
La Magarha est concentrée dans les régions de l'Ouest du pays. Cette tribu, dont est issu l'ancien chef du gouvernement Abdessalam Jalloud, comptait parmi les principaux appuis de Kadhafi, avant les représailles consécutives à la tentative de coup d’État de 1993.[source insuffisante]
En novembre 2008, des affrontements violents ont eu lieu à Koufra, une oasis du Sud entre la tribu arabe des Zuwayyas et l'ethnie Toubou, une population noire aussi présente au Tchad voisin. Le conflit a fait plusieurs morts, un indice de la crise du système mis en place par Kadhafi.[source insuffisante]
Lors de la révolte de 2011, les tribus Warfala, Zuwayya, Toubou, et Touareg se sont ralliées aux insurgés, surtout après le premier discours de Kadhafi, les experts (comme Angelo Del Boca) s'accordent pour affirmer que dès lors le régime du « Guide » est proche de sa fin.

## Déroulement

### Manifestations

Symbole des opposants, l'ancien drapeau libyen a été en vigueur de 1951 à 1969, avant la prise de pouvoir de Kadhafi. Les manifestants le hissent dans les villes passées sous leur autorité.

Sous l'influence de la révolution tunisienne, qui n’est alors qu’en voie de réussir, les premières manifestations ont lieu le 13 janvier en Libye. Le pouvoir prend d'abord des mesures préventives : interdiction des rassemblements, annulation de rencontres sportives, suppression des taxes et droits de douane sur les aliments, et quelques mesures sociales, comme une prime de 324 euros par famille. Le 19 janvier, le colonel Kadhafi apporte son soutien au président  tunisien, Ben Ali, qui a pourtant fui depuis cinq jours.
Le 24 janvier, le pouvoir bloque l'accès à YouTube. Afin d'éviter l'effet domino des voisins tunisiens et égyptiens (où les manifestations commencent le 25), le gouvernement prend diverses mesures. Il commande plus de 100 000 tonnes de blé, pour faire baisser les cours locaux. Il annonce qu'il débloque un fonds de 24 milliards de dollars le 27 janvier, pour fournir des logements et développer le pays. Le 9 février, il affirme que la révolution en Égypte est une « conspiration orchestrée par Al Jazeera et les services secrets israéliens », et déclare qu'il répondra en cas de chaos dans son pays. Jusqu’à la mi-février, Kadhafi réussit donc à contenir la contestation. Mais le 15 février, une manifestation a lieu à l’occasion du procès de prisonniers morts en détention. Leurs mères se sont rassemblées devant le tribunal. Dans la soirée, elles sont rejointes par les avocats protestant contre l’arrestation de leur collègue, Fathi Tirbil, qui défendait les prisonniers morts lors du massacre d'Abou Salim. Il est libéré dans la nuit. Entretemps, la police n’a pas osé disperser les manifestants, rejoints par des chebabs (jeunes hommes), qui ont commencé à affluer dans la soirée, prennent le relais le lendemain, ce qui conduit à l’insurrection les jours suivants.
Par ailleurs, le constructeur français de véhicules militaires Panhard General Defense a confirmé le 2 février par son PDG Christian Mons avoir été contacté par les gardes-frontières libyens souhaitant négocier l'achat de 120 véhicules blindés légers VBR.

### Insurrection / révolution
Depuis les années 1990 la Libye est confrontée à une insurrection endémique en Cyrénaïque, animée par plusieurs mouvements, dont le Groupe islamique combattant en Libye, proche du réseau Al-Qaïda selon l'ONU. .
Le pouvoir de Tripoli n’a aucune confiance dans ses garnisons de la région. Après deux tentatives d’assassinat contre Kadhafi en 1996 et 1998, ces mouvements se révèlent impuissants à le renverser. Ils se tournent alors vers le djihad en Irak et en Afghanistan[réf. nécessaire], où ils constituent un groupe important de djihadistes, dit le bataillon des Libyens, ou des Maghrébins.
Le GICL révise ses positions en 2010. Il déclare rompre avec Al-Qaeda et renoncer à renverser le pouvoir par les armes.
Cette insurrection est souvent appelée, par les insurgés eux-mêmes et par la presse, révolution du 17 février,.

#### Amplification des manifestations

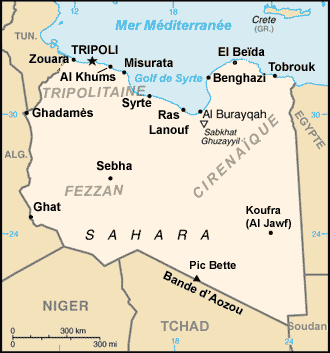
Carte de la Libye.

Des manifestations ont lieu à Benghazi le soir du 15 février, durement réprimées par la police qui utilise des armes à feu, en plus des canons à eau et des lacrymogènes, jusque tard dans la nuit. Les affrontements font au moins 38 blessés, dont dix policiers et 4 morts à Al-Baïda. Le 16 février 2011, Kadhafi libère 110 islamistes, malgré les manifestations qui ont commencé.
Le lendemain, les manifestants de Benghazi, qui protestent contre la détention d'un avocat et militant des droits de l'homme, sont attaqués par la milice défendant le pouvoir, les gardiens de la Révolution, armés de bâtons cloutés et de sabres. Les autorités payent des prisonniers pour réprimer les manifestants. D'autres villes de l'Ouest du pays se soulèvent, en particulier Zintan, qui bénéficie d'une situation peu accessible dans le djebel Garbi.
Le jeudi 17 février 2011, appelé « journée de la colère » par les opposants, les manifestations s'intensifient dans l'Est du pays, notamment à Benghazi où un kamikaze du nom d’Almahdi Ziou jette sa voiture bourrée d’explosifs contre le portail de la caserne. Les insurgés s'arment. Les loyalistes en se repliant font sauter les dépôts d'armes et de munitions. À El Beïda, les forces de police se rallient aux manifestants. Dans cette dernière ville, treize manifestants auraient été tués par des tirs de tireur de précision
. À l'ouest du pays, une brigade est envoyée par Kadhafi pour reprendre la ville de Zintan, mais elle se heurte aux manifestants qui emprisonnent 12 mercenaires africains.

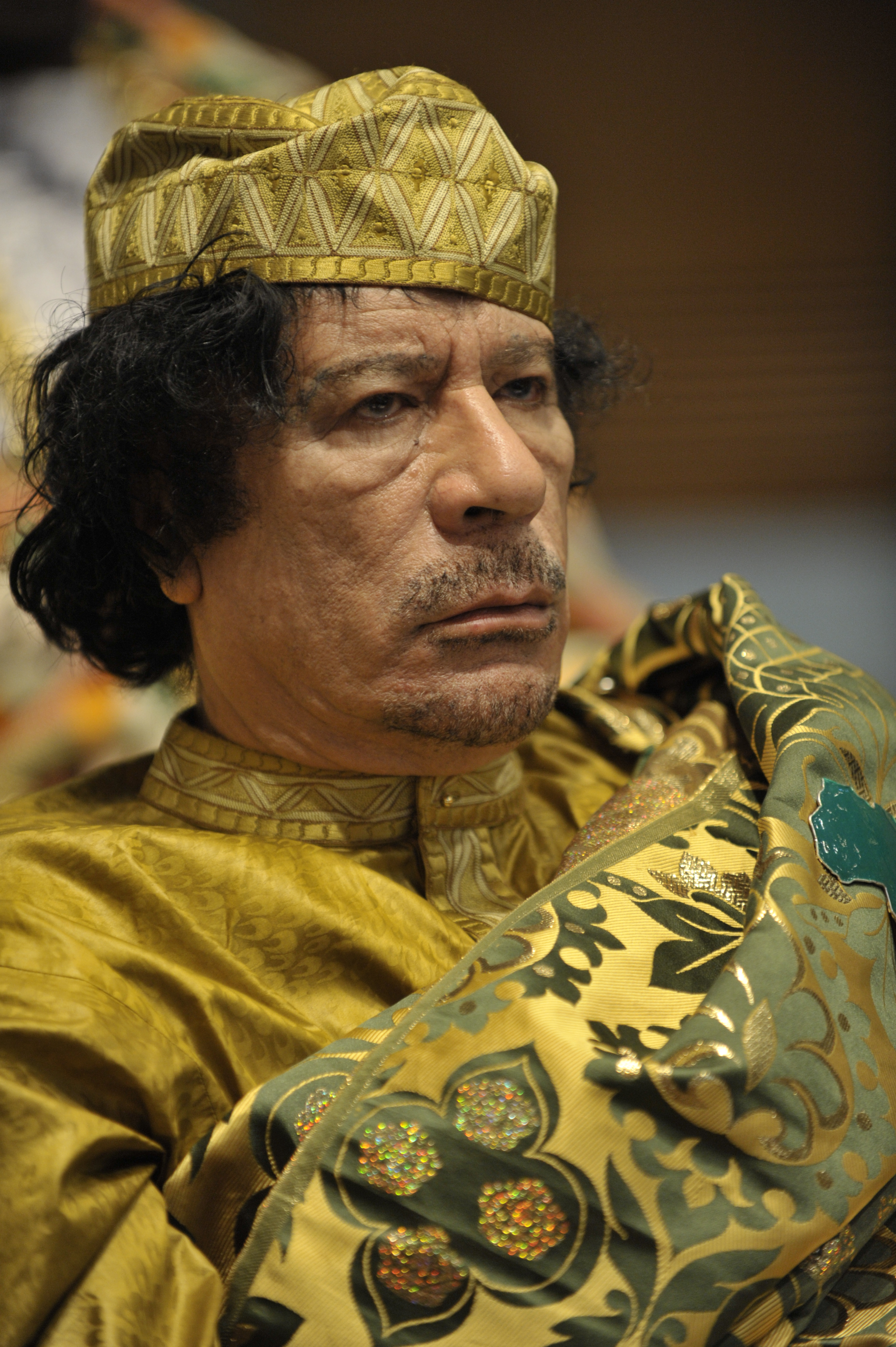
Mouammar Kadhafi en 2009.

#### Départ de l’insurrection
Le 18 février, les manifestants s'emparent de Benghazi et d'El Beïda (avec l’aide de policiers dans ce dernier cas), villes respectivement peuplées de 700 000 et 200 000 habitants. Il est rapporté que des policiers et des soldats auraient rejoint les protestataires et que des mercenaires provenant d'Afrique noire réprimeraient les manifestants.
Une mutinerie permet à mille détenus de la prison de Benghazi de s'évader ; seuls cent cinquante sont repris.
Les autorités libyennes coupent l'accès Internet dans la nuit du 18 au 19, et le coupent à nouveau la nuit suivante.
Le premier soutien international concret est alors fourni par les hackers du réseau Anonymous, qui fournissent des packs logiciels permettant de contourner la censure, et collectent des informations afin de les diffuser dans le monde, une initiative saluée par RSF.
Le 19 février, on décompte une cinquantaine de morts à Benghazi, qui tombe aux mains des insurgés dans la journée.

#### Extension de l'insurrection
Durant la journée du 20 février, deux tribus, les Toubous et la Warfala, se rallient à l’insurrection. Les Toubous, opprimés et discriminés par le pouvoir, notamment durant les années précédentes, se rangent logiquement aux côtés des forces du Conseil national de transition (CNT). Ce positionnement les distingue d'une autre grande communauté saharienne, leurs voisins les Touaregs.
Des personnalités démissionnent aussi de leur poste pour rejoindre la révolution : Abdel Moneim al-Honi, représentant de la Libye à la Ligue arabe, et un diplomate en Chine. L’ambassadeur en Inde démissionne sans annoncer qu’il rejoint les insurgés.
Dans un discours retransmis par la télévision à minuit (dans la nuit du 20 au 21), le fils de Kadhafi, Saïf al-Islam Kadhafi, exige la fin des manifestations et menace de faire intervenir l'armée, ». Il promet des réformes politiques, et accuse les manifestants d’être ivres ou drogués. Le Premier ministre Baghdadi Ali Al-Mahmoudi affirme que « la Libye est en droit de prendre toutes les mesures » pour préserver le pouvoir en place et l'unité du pays. On peut noter que Saïf al-Islam Kadhafi n'est habilité ni à prendre position, ni à recourir à l'armée, étant donné qu'il n'est aucunement rattaché au présent gouvernement. La rumeur publique dit cependant que le président libyen voudrait que son second fils lui succède à la tête du pouvoir.
L'intervention télévisée du fils du colonel Kadhafi provoque le redoublement des assauts des manifestants. La maison du Peuple (où se tient le parlement) et des bâtiments officiels de la capitale sont incendiés.

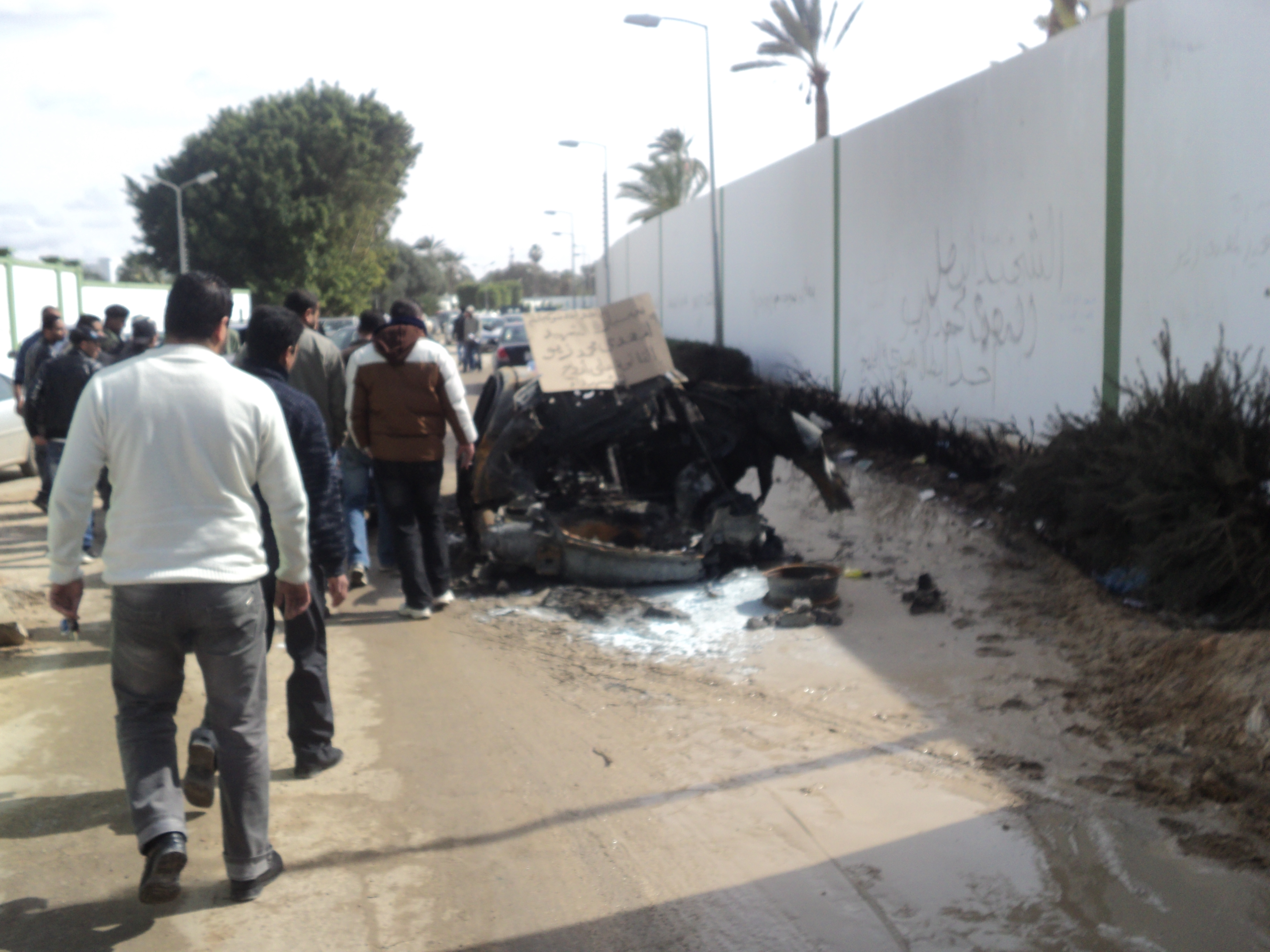
Véhicule calciné à Benghazi.

Le 21 février, Human Rights Watch fait état d'au moins 233 morts dans le pays, dont 90 en Cyrénaïque ; le bilan à Benghazi serait de 300 morts et 1 000 blessés selon l'ONG Libyan Human Rights Solidarity. Dix Égyptiens sont tués à Tobrouk.
La Fédération internationale des droits de l'homme annonce que les villes de Benghazi, Tobrouk, Misrata, Khoms, Tarhounah, Zliten, Zaouïa (depuis dimanche) et Zouara seraient tombées partiellement ou en totalité entre les mains des manifestants. Il est également rapporté que des policiers et des soldats auraient rejoint ces derniers. Des informations concernant Syrte (ville natale de Kadhafi) sont contradictoires. Le soir, l'armée aurait commencé à bombarder la ville de Misrata et aurait prévu de bombarder Benghazi dès minuit.
Le soir du 20 février et surtout le 21 février, la contestation s’étend à Tripoli. Les 40 000 à 50 000 manifestants de la capitale affrontent les forces de l’ordre, qui auraient tué plus de cent soixante personnes en une journée,. Selon Al Jazeera la plupart des commissariats de police du centre-ville ont brûlé et les manifestants se sont emparés de l'aéroport de Tripoli en milieu de journée. Le siège du gouvernement est incendié, et le palais de Kadhafi est encerclé par les insurgés. En fin de journée, selon Al Jazeera, des avions militaires ont ouvert le feu sur les manifestants à Tripoli. La chaîne du Qatar évoque le nombre de 250 morts. L'armée bombarde des quartiers de la capitale, tuant selon certaines estimations une centaine de personnes. Deux colonels libyens de l'armée de l'air libyenne à bord de deux Mirage F1 ont refusé de bombarder les manifestants et se sont réfugiés à Malte en demandant l'asile politique, ainsi que sept personnes dont au moins un ressortissant français, arrivées à bord de deux hélicoptères. L'Italie envoie au sud de la péninsule des avions militaires en cas d'alerte.
Le 21 février, des rumeurs relayées par le ministre britannique des Affaires étrangères, William Hague, annoncent que Kadhafi aurait quitté la capitale, Tripoli, pour le Venezuela, ; l'information est démentie peu après par le gouvernement vénézuélien. Le 21, le colonel Kadhafi fait une brève apparition de vingt-deux secondes dans la nuit à la télévision, où on le montre devant un bâtiment en ruines, qui pourraient être des ruines d'une de ses maisons bombardées en 1986 par les États-Unis et transformée depuis en musée, dénommé « Maison de la Résistance » ; il est abrité sous un parapluie, sur le siège passager d'une automobile. Le même jour, Mohamed Bayou, ancien porte-parole du gouvernement, critique la répression et appelle le pouvoir à engager une transition. Le ministre de la Justice Moustafa Mohamed Aboud al-Djeleil démissionne pour « protester contre l'usage excessif de la force ».
De nombreuses autorités appellent à l’insurrection contre le régime de Kadhafi : une coalition d'oulémas encourage le peuple à se soulever contre le régime, décrétant qu'il est du « devoir sacré » pour chaque fidèle libyen de se soulever contre le gouvernement de Kadhafi en raison de ses « crimes sanglants contre l'humanité » et de « l'infidélité totale » de ses dirigeants, le conseil de la révolution libyenne demande le départ de Kadhafi. Une fatwa est émise par le prédicateur frère musulman Youssef al-Qaradâwî, appelant l'armée à assassiner Kadhafi, tandis qu'un groupe d'officiers a exhorté ses compagnons d'armes, dans un communiqué diffusé sur la chaîne Al Jazeera, à « rallier le peuple » et à l'aider à renverser le dirigeant libyen en marchant sur Tripoli. La contestation s’étend au champ social, du personnel du champ de pétrole de Al-Nafoura se mettant en grève.

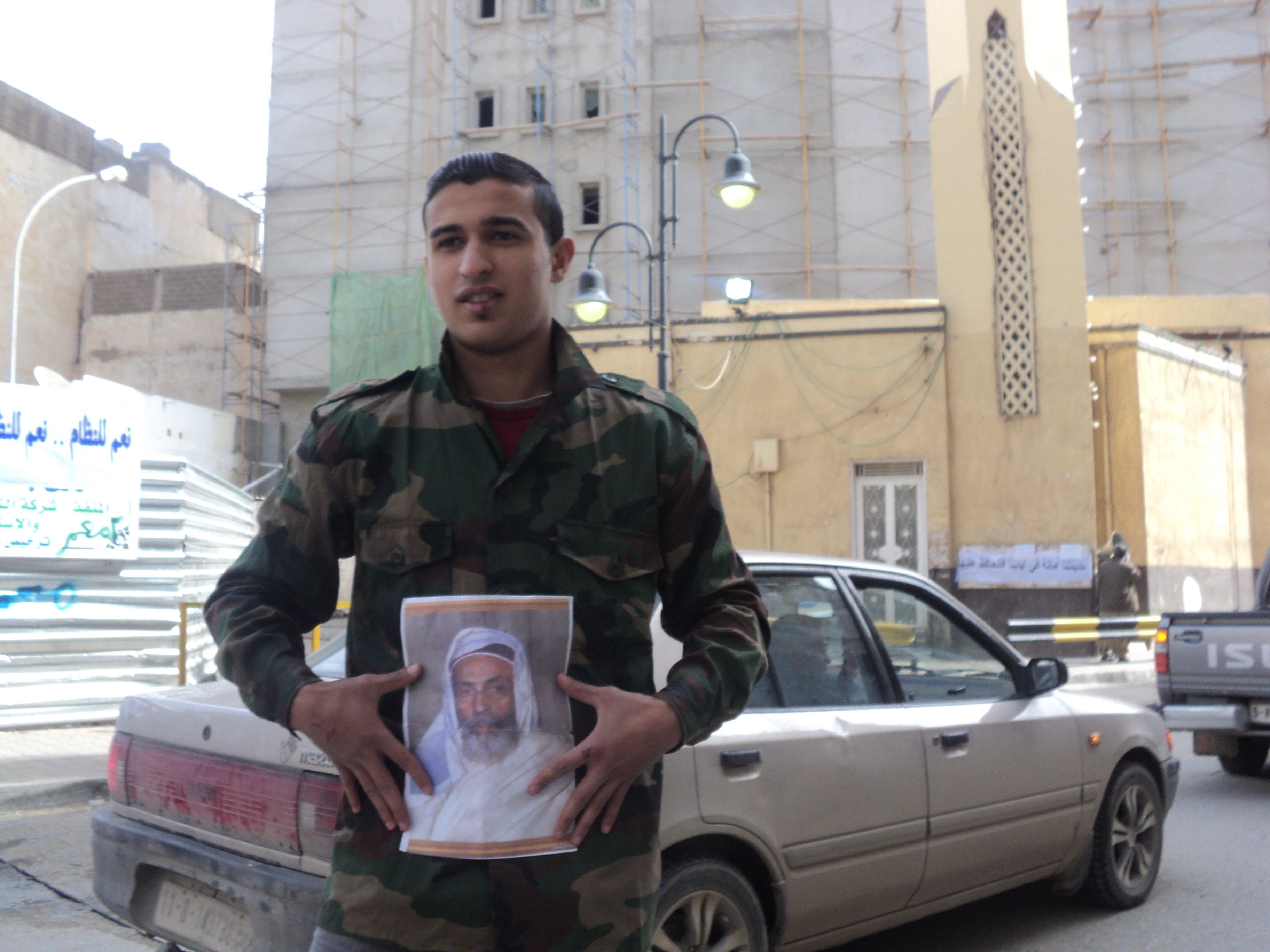
Habitant de Benghazi avec une photographie du roi Idriss, après la prise de la ville par les insurgés.

Le colonel Kadhafi fait une seconde allocution à la télévision à 16 heures 52, pendant plus d’une heure. S'exprimant sur un ton véhément, parfois colérique, il déclare qu'il ne se retirera pas « comme l'ont fait d'autres présidents », estimant que lui et ses proches « ont créé ce pays », et qu'il est prêt « à mourir en martyr ». Pour lui la Libye a résisté aux États-Unis et un jour « elle dirigera le monde ». Il propose une nouvelle constitution « pour demain » tout en qualifiant ses opposants de « jeunesse droguée qui imite celles de la Tunisie et de l’Égypte », et promettant la peine de mort à ceux qui menacent l'unité du pays. Il promet de « nettoyer la Libye maison par maison » et déclare : « Mouammar est le chef de la révolution jusqu'à la fin des temps ». Il lance en fin d'allocution un appel à ses « millions » de partisans : « Que ceux qui m'aiment sortent dans les rues ! »,.
La rumeur d’utilisation de mercenaires, recrutés en Afrique noire, se répand ces jours-ci. Des unités de l’armée fuient à l’étranger plutôt que de combattre les insurgés ou se rallient au mouvement. De nombreux ambassadeurs démissionnent ou affirment ne plus servir le régime de Kadhafi mais se mettre au service du peuple libyen. Dans la soirée, c’est le ministre de l’Intérieur Abdelfattah Younès qui démissionne et appelle lui aussi l’armée à rejoindre les insurgés. Selon The Guardian, les 7e et 9e brigades, qui avaient permis à Kadhafi de prendre le pouvoir en 1969, ont rallié les insurgés à Tarhounah.
Le 22 février, plusieurs reporters d’Al Jazeera et occidentaux pénètrent en Libye, et signalent que les frontières ne sont plus gardées. L’Est du pays, de Benghazi à la frontière égyptienne, est sous le contrôle des insurgés, épaulés par des militaires. Les villes de ces zones sont administrées par les habitants ; les habitants de Tobrouk nettoient les rues des débris résultant des manifestations, pour pouvoir reprendre le cours d’une vie normale,,.
Enfin, les livraisons de gaz naturel par le gazoduc sous-marin entre la Libye et l’Italie sont interrompues le 22 février. Les compagnies pétrolières occidentales rapatriant leurs employés, les exportations d’hydrocarbures diminuent peu à peu.

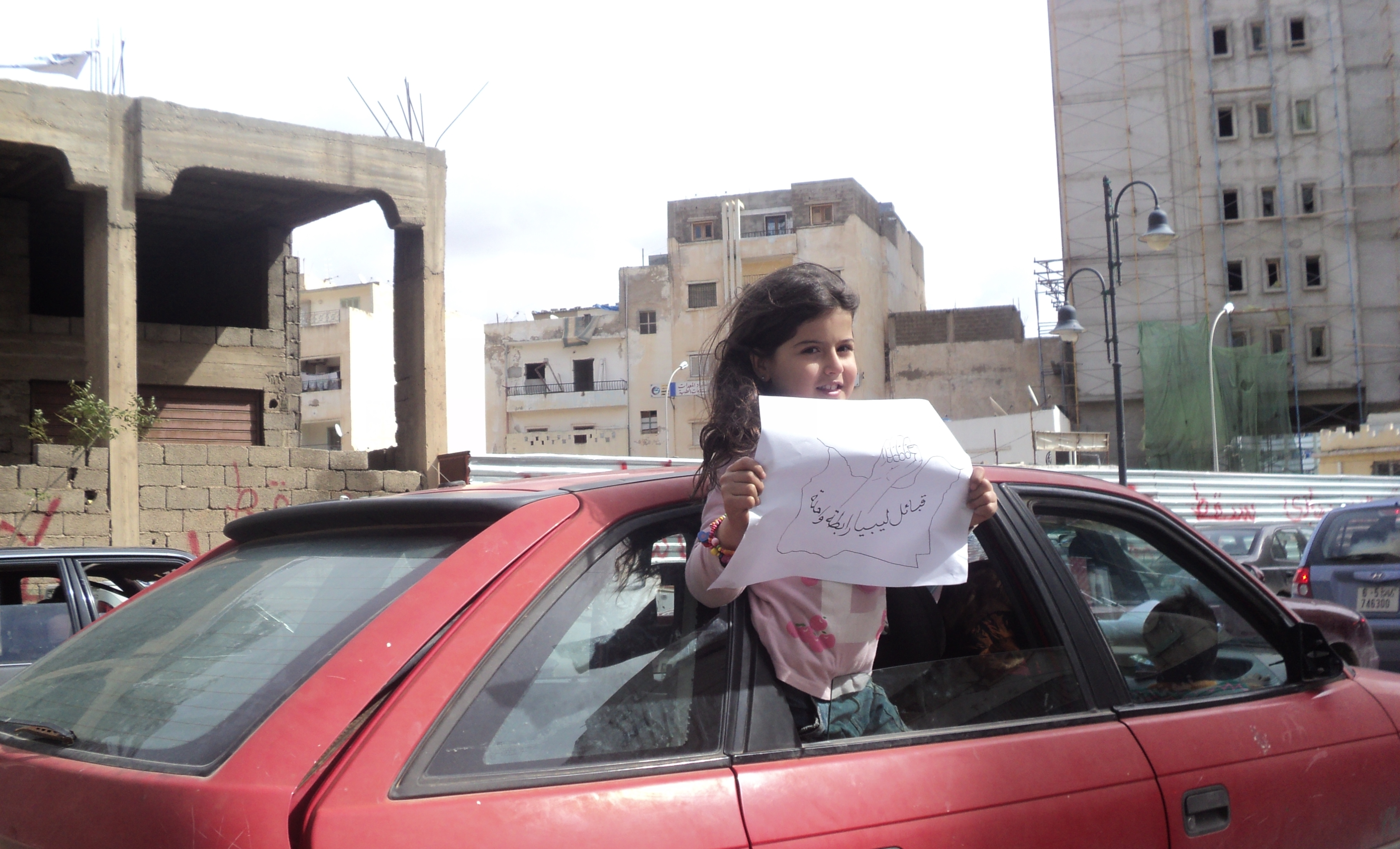
À Benghazi, une enfant tient une feuille où il est écrit : « les tribus de Libye ne font qu'une ».

L'équipage d'un avion de l'armée de l'air, un Soukhoï Su-17, refuse l'ordre de bombarder la ville de Benghazi et préfère s'éjecter en parachute de l'appareil, qui s'écrase ensuite. La fille du colonel Kadhafi, Aïcha Kadhafi, est à bord d'un avion qui tente d'atterrir à Malte vers 17 heures. Les autorités refusent l'atterrissage et l'avion de la Libyan Airlines est redirigé en direction de la Libye vers 18 heures 30. Les Nations unies mettent fin à sa fonction d'ambassadrice de bonne volonté, en ce qui concerne la condition féminine et la lutte contre le SIDA.
La ville de Tadjourah, dans le district de Tripoli, tombe aux mains des manifestants le 23 février, alors que la partition est effective entre la Cyrénaïque et le reste du pays. La ville de Derna, située dans l'Est, est aux mains des insurgés. Là aussi, des rumeurs d’émirat islamique se répandent,, avant d’être démenties par la population locale,, et par des experts internationaux le 25 février, qui estiment que ces déclarations sont faites par Kadhafi dans le but de justifier « son échec et la déroute de son régime » en reportant la faute sur l'organisation dirigée par Oussama ben Laden.
Le lendemain, à l'est du pays, la mainmise de la rébellion s'étend, avec la prise de l’oasis de Koufra selon Al-Arabiya. Les zones aux mains des forces révolutionnaires s’administrent par le biais de « comités populaires », et le premier journal libre est publié à Benghazi ou de « comités révolutionnaires » ; le gouvernement Kadhafi tente d’acheter des partisans en distribuant 500 dinars à tous les Libyens.
À l'ouest du pays, la ville de Zouara (45 000 habitants), située à une soixantaine de kilomètres de la frontière tunisienne, échappe aux forces fidèles au régime. La brigade Hamza affronte les insurgés à Misrata toute la journée pour le contrôle de cette ville située à l’est de Tripoli.
Selon l'agence Reuters, les combats à Zaouïa entre forces pro-Kadhafi et insurgés ont fait dix morts le jeudi 24 février.
Le 25 février, les manifestants commencent une marche pour libérer la capitale défendue par la 32e brigade, unité d'élite de 10 000 hommes, considérée comme la plus performante des trois unités de protection du régime, et commandée par Khamis, le fils cadet de Kadhafi. En attendant, Ajdabiya et Misrata, villes bordant le golfe de Syrte, entre Benghazi et Tripoli, tombent aux mains des insurgés.
Le colonel Kadhafi annonce qu’il fait ouvrir les dépôts d'armes à Tripoli. En fin de soirée, les opposants au régime tiennent déjà certains quartiers de la capitale, ainsi qu'une importante base aérienne, l'aéroport de Milaga, à 11 kilomètres de Tripoli.[réf. nécessaire]
Le 26 février, de violents accrochages ont lieu dans les rues de la capitale libyenne, pendant la nuit. Le fils du colonel Kadhafi, Saïf al-Islam, propose un cessez-le-feu dans la soirée devant des journalistes étrangers. Les rues de Tripoli sont désertées pendant la journée, on y voit seulement des soldats pro-Kadhafi qui effectuent des patrouilles en 4×4.

#### Formation et organisation de la révolution
Le 27 février, un Conseil national de transition est formé à Benghazi, fusionnant deux instances provisoires, le conseil national libyen et le gouvernement provisoire de l'ancien ministre de la Justice Moustafa Mohamed Aboud al-Djeleil,. La Libye est donc partagée entre deux pouvoirs concurrents.
Zaouïa passe sous le contrôle des insurgés dans la journée.

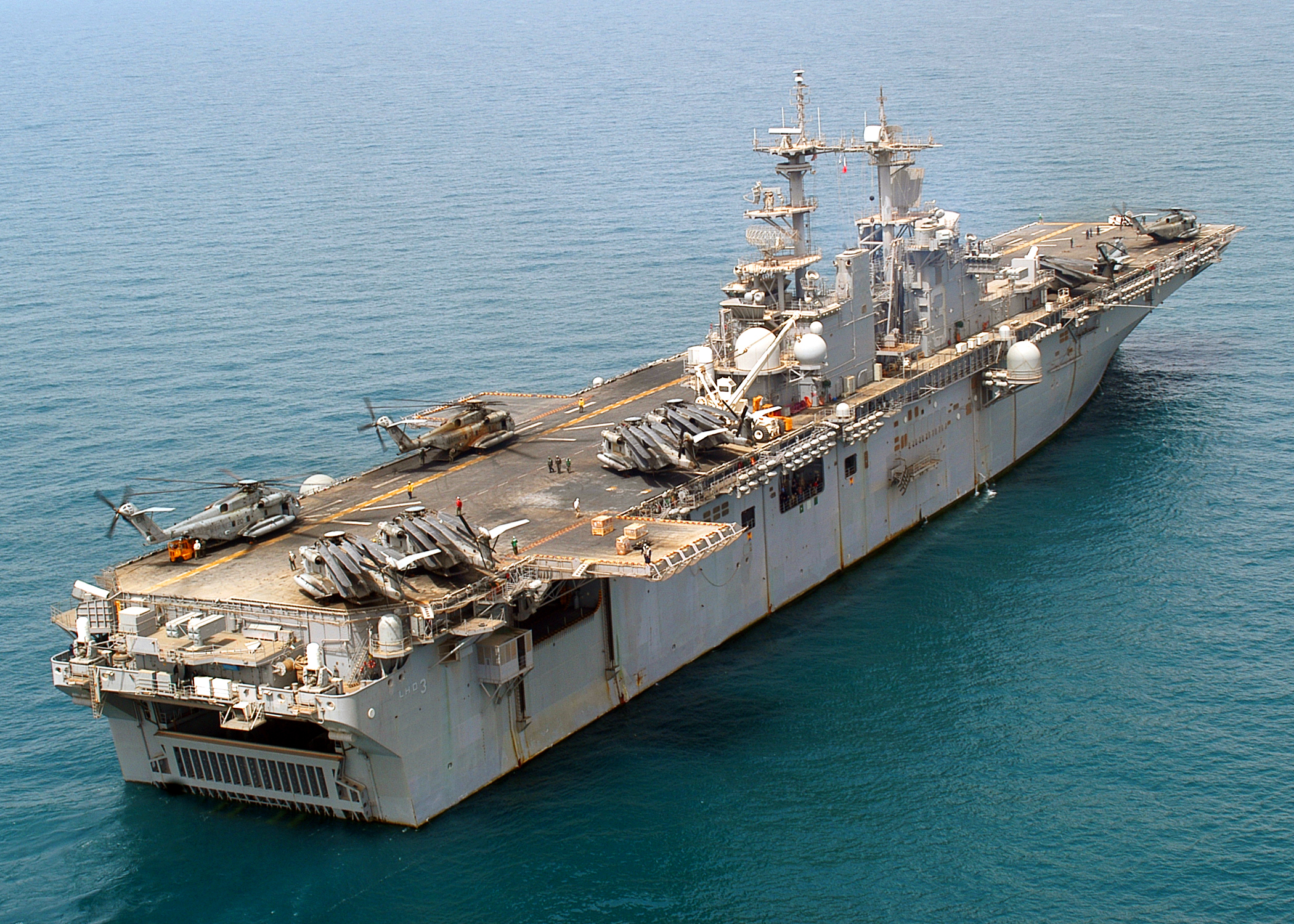
Le LHD.

Le 28 février, les États-Unis annoncent le déploiement d'un groupe aéronaval comprenant le USS Enterprise et le USS Kearsarge au large des côtes libyennes au moment où les puissances occidentales envisagent la possibilité d'une intervention militaire contre le régime de Kadhafi.
La reprise des exportations pétrolières depuis la zone orientale contrôlée par les insurgés a été décidée, selon un responsable du comité local de Tobrouk.[précision nécessaire] Le CNT se heurte à des difficultés de financement, la plupart des États ne souhaitant pas lui transférer les avoirs libyens gelés.
Des médias libres diffusent l’information : d’abord amateurs et animés par une seule personne ou un petit groupe, comme Mohammed Nabbous qui alimentait la web-tv Libya Horaa (« Libye libre »), créé dans un cyber-café et installée ensuite sur le toit du palais de justice de Benghazi. Le Centre culturel de Benghazi, qui a chassé sa cruelle directrice Huda Ben Amer, accueille ensuite Libya Horaa chaîne de télé et deux journaux libres, Sawt (« la voix » en arabe) et Intefathat Al-Arhar (« la révolte des hommes libres »), qui revendiquent leur indépendance vis-à-vis du CNT.
Le 1er mars, les forces fidèles à Kadhafi lancent une contre-offensive. Elles parviennent à reprendre les villes de Sabratha, Zintan et Gharyan situées aux environs de la capitale, Tripoli. Des bombardements sur la ville d'Ajdabiya, dans l'Est du pays, ont également lieu.
Le lendemain, l'armée poursuit son offensive, cette fois-ci dirigée vers l'est, bastion des insurgés. Marsa El Brega est attaquée en début d'après-midi, le terminal pétrolier et l'aéroport de la ville retombent brièvement entre les mains des fidèles au régime, avant d'être repris par une contre-attaque rebelle. La ville est par la suite soumise à des bombardements aériens, tout comme Ajdabiya, située plus à l'est.
Jeudi 3 mars 2011, des bombardements ont lieu à plusieurs reprises sur les villes de Marsa El Brega et Ajdabiya qui abritent des terminaux pétroliers libyens. De nombreuses victimes civiles sont dénombrées, néanmoins les combats à terre ont cessé dans ces localités,.

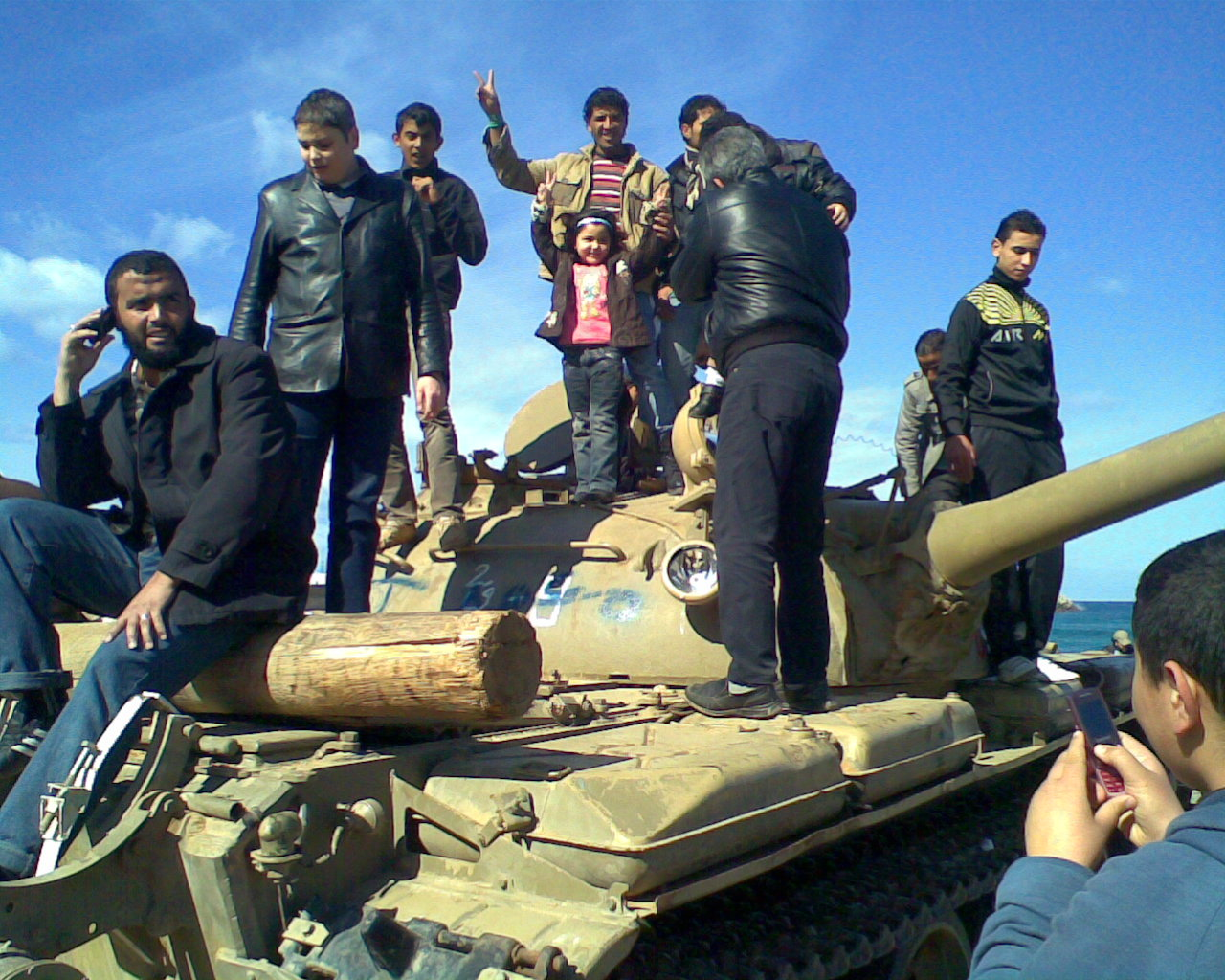
Des gens sur un char T-55 à Benghazi.

Des combats ont lieu à Ras Lanouf qui retombe dans la soirée sous le contrôle des rebelles, faisant au moins quatre morts, et reprennent à Misrata, tandis qu'une unité commandée par un des fils de Kadhafi attaque la ville de Zaouïa provoquant une cinquantaine de morts. Selon la télévision officielle libyenne, le chef des insurgés de Zaouïa[réf. nécessaire], Hussein Darbouk, a été tué[réf. nécessaire].
Samedi 5 mars, les rebelles continuent de progresser et atteignent Ben Jawad, situé à environ 169 km de Syrte, la ville natale de Kadhafi.
Le Conseil national de transition tient sa première réunion le 5 mars dans un lieu secret et se proclame « seul représentant » légitime du pays. Le 10 mars, la France est le premier pays à le reconnaître comme tel et adopte avec le Royaume-Uni une position commune pour le sommet européen du 11 mars.

#### Contre-offensive loyaliste
La presse italienne accuse la France de manœuvrer en coulisse depuis novembre 2010,, et d’avoir livré des armes aux insurgés le 6 mars 2011 (information qui semble confirmée par le Canard Enchaîné : les armes concernées seraient des canons de 105 mm et des batteries antiaériennes).
Le lundi 7 mars au matin, les insurgés chassés de la localité de Ben Jawad se replient sur Ras Lanouf dont une partie de la population fuit en direction de Ben Jawad, pourtant reprise la veille par Kadhafi, pour fuir l'attaque attendue sur Ras Lanouf. C’est du 7 mars que commence la contre-offensive des troupes fidèles à Kadhafi. Le 7 mars, un journaliste français du Nouvel Observateur note la présence de plusieurs centaines de militants du GICL encadrant les insurgés.
Le mardi 8 mars au matin, l'insurrection tenait toujours le port pétrolier de Ras Lanouf qui subit deux raids aériens sans effets. La ville est à sa troisième semaine de résistance. Zaouïa connaîtrait des combats beaucoup plus intenses, sans aucune présence de journalistes étrangers depuis le 5 mars. Selon des exilés interrogés le 8 mars, les combats menés par l'armée de Kadhafi auraient endommagé la cité, détruisant même des hôpitaux et des générateurs alors que la résistance tiendrait le centre de la ville. Zaouïa est encerclée par l'armée loyaliste, qui empêche tout habitant d’en sortir ou d’y entrer ; la ville se retrouve de fait en état de siège et subit des attaques utilisant armes légères et lourdes.
À Ras Lanouf, toujours dans l'après-midi, l’insurrection aurait commencé à se replier dans le désert après avoir subi des tirs d'artillerie et de chars.
Le jeudi 10 mars, alors que les forces fidèles à Kadhafi continuent leur offensive, la France reconnaît le Conseil national de transition comme représentant légitime de la Libye et lance une bataille diplomatique pour obtenir une résolution du Conseil de sécurité des Nations unies autorisant une zone d'exclusion aérienne et la protection du peuple libyen. Sur le front médiatique, Kadhafi présente le même jour aux journalistes la drogue qu'aurait distribuée al Qaida et que ses troupes auraient interceptée, du tramadol (sédatif anti-douleur) connu en effet à Gaza pour avoir intoxiqué une partie de la population.
Le vendredi 11 mars, le colonel Khadafi renforce sa contre-offensive sur le terrain, par air (bombardements), par terre (artillerie lourde), mais également par mer (tirs nourris sur la population depuis des navires de guerre). Les insurgés, sous-armés et accusant de lourdes pertes, sont alors contraints, le 12 mars, d'abandonner la région de Ras Lanouf et de reculer de 20 kilomètres vers la ville de Marsa El Brega, et de fuir la ville de Zaouïa. La Ligue arabe apporte ce même samedi son soutien à une zone d'exclusion aérienne demandée par l'opposition libyenne, en estimant que le régime de Kadhafi a « perdu sa légitimité » du fait des « violations dangereuses » commises.
Le dimanche 13 mars au soir, la chaîne de télévision Al Jazeera annonce dans l'incrédulité générale que les insurgés ont repris la ville de Marsa El Brega, plus grand port industriel de Libye, d'où ils avaient été chassés le matin par les forces loyalistes. Le colonel Hamed al-Hassi, qui se fait le porte-parole des insurgés à Brega, déclare avoir capturé 20 membres des forces de Kadhafi et en avoir tué 25 autres. Sur place les faits n'ont pas pu être vérifiés et l'on remarque dans les médias l'importance des annonces anticipées dans les tactiques de ces combats. Le siège de Misrata dure toujours, et les insurgés tiennent Benghazi et la Cyrénaïque, ainsi que plusieurs villes du Nord-Ouest, dans la région montagneuse d'Al Djabal al Gharbi.
Le lundi 14 mars, la ville de Brega est toujours considérée dans les médias comme étant aux mains de l'armée libyenne.
Au 15 mars, les forces pro-gouvernementales continuent leur offensive et bombardent à l'artillerie la ville d'Ajdabiya, à 160 km au sud de Benghazi, qui tombe en quelques heures. La rapidité de la progression de l’armée empêche un nombre important d'insurgés de se replier, qui constituent une poche de résistance. L'armée du colonel Kadhafi se rapproche de Benghazi, « capitale » des rebelles où se tient le Conseil national de transition de l'opposition libyenne.
Le jeudi 17 mars, l'armée libyenne (fidèle aux rebelles), qui ne compte qu’une vingtaine de chars et environ mille hommes ne peut s'opposer à l'avancée des troupes loyalistes vers Benghazi. La résolution 1973 du Conseil de sécurité des Nations unies est votée en fin de soirée pour protéger Benghazi d’un massacre. Les informations sur place se font rares, à la fois par la fuite des journalistes des zones de combat et par la discrétion des informateurs autochtones inquiets à mesure de la progression de l'armée. Le difficile contact direct avec les insurgés donne de nouveau plusieurs informations contradictoires, telle la reprise d'Adjabiya pourtant considérée tombée deux jours auparavant, ou encore le démenti sur la prise de Misrata par l'armée.
Le vendredi 18 mars, le colonel Kadhafi annonce à nouveau un cessez-le-feu immédiat, et il promet l’amnistie aux insurgés qui feraient leur reddition. Son fils Seif el-Islam Kadhafi déclare ne faire entrer que les forces civiles anti-terroristes à Benghazi sans se servir de l'armée. Mais ces engagements ne sont pas tenus.
Le même jour, l'annonce de l’intervention imminente de pays membres de l'ONU provoque des manifestations de liesse et de remerciement dans les zones insurgées encore libres comme Tobrouk et qui vont aussi amener les forces gouvernementales à se retrancher aux abords de Benghazi. Dans le reste du pays, les manifestations en faveur du régime de Kadhafi ont été modérées avec cependant des coups d'éclat comme durant la conférence aux médias convoquée à Tripoli de Seif el-Islam envahie par une manifestation de ses soutiens.

### Internationalisation de la guerre civile
À partir de la fin mars, les combats prennent des tournures différentes selon la région concernée :
- en Cyrénaïque, on assiste à une guerre de mouvement, avec des aller-retours très rapides dans le désert ;
- en Tripolitaine, plusieurs zones connaissent des sorts différents :
  - Misrata est assiégée et parvient fin mai à desserrer l’étau de l’armée loyaliste et les insurgés entament une marche vers Tripoli ;
  - dans le djebel Nefoussa, les insurgés organisent leur réduit en prenant le contrôle de postes-frontières avec la Tunisie, puis confortent leurs positions avant d’entamer avec l’été une offensive vers la capitale ;
  - les villes de la côte voient leur soulèvement matés violemment, mais reprendre à l’annonce des succès des habitants de Misrata et des Berbères du djebel Nefoussah.

Le dernier front est le front médiatique, où les insurgés disposent d’alliés qui jouent sur l’opinion mondiale, ce qui provoque une intervention militaire internationale.

#### Constitution d’une coalition interventionniste

##### Sanctions internationales
La France propose le 23 février à l'Union européenne « l'adoption rapide de sanctions concrètes ». L'Allemagne étudie des possibilités de sanctions. David Cameron appelle le 25 février à des sanctions de l'ONU contre le régime libyen et à une enquête contre « de possibles crimes contre l'humanité ».
Le 24 février, le Conseil fédéral suisse décide de geler les avoirs du clan Kadhafi. Cette décision fait suite en quelque sorte à la crise diplomatique entre la Suisse et la Libye dans les années 2008-2010. Barack Obama signe un décret présidentiel dans la nuit du 25 au 26 février, gelant les avoirs du colonel Kadhafi, de sa famille et de ses proches aux États-Unis. L'Autriche, la Grande-Bretagne et l'Espagne prennent le même type de mesures quelques jours plus tard.
Des négociations au Conseil de sécurité se tiennent le 26 février pour la définition de sanctions à l'égard du régime libyen.
La Turquie est opposée aux sanctions qui, selon Recep Tayyip Erdoğan qui s'exprime le 24 février, « risquent de punir la population libyenne ».
Une zone d'exclusion aérienne est à l'étude de la part des États-Unis, du Royaume-Uni et de la France, cette dernière y étant au départ opposée sans vote du Conseil de sécurité,. Mais dès le 4 mars, l’aviation française commence des vols de reconnaissance.

##### Vote de la résolution franco-britannico-libanaise à l'ONU (17 mars 2011)
Le 17 mars, à la demande de la France, du Royaume-Uni et du Liban, la résolution 1 973 est adoptée, sous le chapitre VII de la Charte des Nations unies, par le Conseil de sécurité des Nations unies par 10 voix (10 pour, 0 contre, 5 abstentions dont la Russie, la Chine et l'Allemagne),,. Elle autorise la création d'une zone d'exclusion aérienne au-dessus de la Libye, le gel des avoirs de Mouammar Kadhafi, ainsi que « les mesures nécessaires » à la protection des civils. Le déclenchement des frappes aériennes pourrait intervenir dans les premières heures de la matinée du 18 mars. Cette résolution exclut l'occupation au sol. Elle a été acceptée et soutenue par la Ligue arabe et compte parmi ses participants aux interventions militaires des pays comme le Qatar.
Malgré une annonce de cessez-le-feu, les attaques gouvernementales se poursuivaient. Mouammar Kadhafi dément toute action militaire même si ses troupes ont effectivement pénétré les faubourgs de Benghazi.

##### Coalition internationale
Le 19 mars, à l'issue du sommet de Paris tenu au palais de l'Élysée, et à l'initiative de la France et du Royaume-Uni, la Belgique, la Norvège, le Danemark, les Pays-Bas, le Qatar et le Canada annoncent leur participation à la coalition internationale ; d'abord l'Italie accorde l'usage de ses bases militaires; puis participe pleinement à la coalition.
Ont participé au sommet à l’invitation du président de la République française Nicolas Sarkozy : le secrétaire général des Nations unies, Ban Ki-moon ; la chancelière allemande, Angela Merkel ; le président du gouvernement espagnol, José Luis Rodríguez Zapatero ; le président du Conseil italien, Silvio Berlusconi ; les Premiers ministres belge, Yves Leterme ; britannique, David Cameron ; canadien, Stephen Harper ; danois, Lars Løkke Rasmussen ; grec, Georges Papandréou ; néerlandais, Mark Rutte ; norvégien, Jens Stoltenberg ; polonais, Donald Tusk ; et qatarien, Hamad bin Jassim al-Thani ; la secrétaire d'État américaine, Hillary Clinton ; les ministres des Affaires étrangères émirati, Cheikh Abdallah Bin Zayed ; irakien, Hoshyar Zebari ; jordanien, Nasser Joudeh (en) ; et marocain, Taïeb Fassi-Fihri ; le secrétaire général de la Ligue arabe, Amr Moussa ; le président du Conseil européen, Herman Van Rompuy ; ainsi que la vice-présidente de la Commission européenne, Haute représentante pour la politique étrangère et de sécurité de l'Union européenne, Catherine Ashton.
Les forces de la coalition participent à des bombardements sur les forces loyales à Kadhafi. Après avoir détruit des chars et les systèmes de défense aérienne, les avions de la coalition prennent un rôle de surveillance et facilitent la contre-offensive des rebelles.
Le samedi 19 mars, les tirs reprennent à Benghazi vers 2 h du matin et des bombardements sont entendus dès 8 h. L'armée gouvernementale en appelle avant 10 h aux observateurs internationaux et à la résolution de l'ONU pour que l’insurrection observe le cessez-le-feu. Un avion bombardier de la rébellion est abattu par des tirs de défense anti-aérienne rebelle et s’écrase sur Benghazi vers 8 h 10. Des centaines de personnes sont signalées fuyant la ville par le nord. Le Wall Street Journal fait état dans la matinée d'un approvisionnement en armes de la rébellion par l'Égypte, ainsi que de la présence de troupes logistiques étrangères dans la région.

#### Opérations aériennes de la coalition

Action de la coalition en Libye.

Le 19 mars les raids aériens contre l'armée libyenne sont lancés en début d'après midi. Ils sont menés notamment par des moyens américains, mais aussi par des avions de chasse des aviations françaises (Mirages 2000, Rafales et un AWACS, pour un total de 20 engins en fin de soirée), britannique, norvégienne. Les avions détruisent à partir de 17 h 45 des véhicules de l'armée libyenne, dont des chars au sud-ouest de Benghazi. Ces moyens aériens sont renforcés de tirs de missiles Tomahawk à partir de bâtiments marins et sous-marins des marines américaine et britannique, visant notamment les défenses anti-aériennes libyennes. La Russie, qui n'a pas voté en faveur de la résolution, et la Ligue arabe mettent en garde contre la déviation des objectifs qui restent l'instauration d'une zone d'exclusion aérienne protégeant les civils et non pas la défaite de Kadhafi ni la destruction de son armée. En France, la classe politique et l'opinion saluent assez majoritairement le courage et l’opiniâtreté de Nicolas Sarkozy qui a défendu le choix d'une intervention contre le massacre amorcé en Libye et de manière plus imminente à Benghazi. Cependant, les avertissements contre la logique d'une guerre qui peut s‘enliser sont évoqués.
Le 20 mars, l’amiral Mike Mullen annonce que la zone d'exclusion aérienne est en place ; aucun avion des troupes de Kadhafi n'ayant décollé depuis samedi et les troupes gouvernementales ont arrêté leur avancée sur Benghazi. D'après le président de l'Union africaine Jean Ping, le début des bombardements de l'OTAN coïncide avec le déploiement en Libye de délégués de l'organisation et visait à saboter les efforts de médiation.
Au 21 mars, « L'Aube de l'Odyssée » connaît une critique croissante et ses premières divergences internes les jours suivants. Le complexe résidentiel de Kadhafi a été bombardé en tant que centre de commandement, ainsi que des bâtiments administratifs au cœur de Tripoli. La Ligue arabe, devenue très critique sur l'importance des destructions, se ravise en envisageant que l'intervention militaire puisse passer par ces moyens alors qu'elle considérait plutôt des tactiques de brouillage et des stratégies logistiques. L'Union africaine se met quant à elle en retrait en demandant « la cessation immédiate de toutes les hostilités », rejointe le lendemain par la Russie. En France, ce sont les médias qui alertent sur la confusion en Libye, parlant a posteriori de « jeu de massacre » en étant par ailleurs incapable d'attribuer la responsabilité de bombardements sur des colonnes en retraite de l'armée de Kadhafi, alors que dans des villes insurgées, l'armée gouvernementale aurait réussi à reprendre ses positions et ses actions de purge sans que personne les détecte ni les empêche. Kadhafi reprend ainsi le contrôle de Yefren.
À la suite d'une évocation d'un transfert de la direction des opérations de la coalition menées par les États-Unis depuis leur quartier général de Ramstein en Allemagne pour les confier à l'OTAN, la Norvège suspend sa participation et plusieurs voix s'élèvent à nouveau comme celle de la Turquie, se retirant elle aussi momentanément des opérations. Il est invoqué la mainmise de l'OTAN alors que la Ligue arabe, l'Union africaine, la Russie, la Turquie, la Chine et plusieurs pays sud-américains comme le Venezuela n'y ont pas de rôle ni de voix et n'envisagent pas le même type d'intervention ni la même issue qui devient officiellement pour les États-Unis le départ de Kadhafi. A contrario, l'Italie accuse la France de n'envisager que ses intérêts pétroliers, sans même aider l'Italie à gérer les afflux de réfugiés (confortée par l'intervention de Marine Le Pen à Lampedusa le 14 mars 2011 envers les réfugiés tunisiens ainsi que les admonestations de la France contre l'Italie pour qu'elle retienne ses réfugiés et gère ceux qui lui sont renvoyés) et lui préfère dès lors le commandement de l'OTAN.
À partir du 22 mars, les chababs révolutionnaires ressortent de Benghazi en direction d’Adjabiyah, suivant la retraite de l’armée libyenne, mais sans être accompagnés de l’armée rebelle.
Le 26 mars au matin, les insurgés, avec le soutien des bombardements aériens de la coalition internationale, reprennent la ville d'Ajdabiya : jusqu'au 25, les insurgés tenaient le centre-ville de cette dernière ; après les frappes aériennes, les insurgés ont réussi à prendre le contrôle de sa porte est le 25 au soir, puis de sa porte ouest le 26 à l'aube. Dans l'après-midi, la ville de Marsa El Brega passe à son tour sous le contrôle des rebelles libyens.
Le 27 mars, les insurgés pénètrent en Tripolitaine en reconquérant le terminal pétrolier de Ras Lanouf ainsi que la bourgade de Ben Jawad, située à 150 km à l'est de Syrte, ville natale de Mouammar Kadhafi.
Le 28 mars, ils continuent leur progression et s'emparent de la ville de Nofilia. Leur avancée est néanmoins stoppée peu avant Syrte, où les troupes du colonel Kadhafi, équipées d'armes lourdes, leur tendent une embuscade,. Le recul des insurgés a lieu dès le lendemain, 29 mars, vers Ben Jawad. Dans la presse étrangère, l'évocation d'une guerre menée par des intérêts, notamment français, continue d'alimenter la critique même aux États-Unis dans les grands médias.
Le 30 mars, dans la matinée, Ras Lanouf est repris par les forces loyalistes. La coalition crée officiellement le « groupe de contact » lors de la réunion de Londres convoquant depuis la veille une quarantaine de pays de la communauté internationale sur la question de « l'après-Kadhafi ». Le Conseil national de transition libyen n'a pas été autorisé à siéger avec ce groupe de contact qui doit diriger les aspects politiques, démocratiques, humanitaires, sécuritaires, mais aussi commerciaux de la transition libyenne avant de pouvoir en confier la gestion à une représentation nationale. Le ministre des Affaires étrangères libyen, Moussa Koussa, démissionne et s'exile à Londres, laissant envisager un affaiblissement conséquent du régime libyen alors qu'il en était un élément déterminant.
Le 31 mars, profitant de leur supériorité militaire sur des insurgés mal armés et après être repassées en Cyrénaïque, les troupes de Kadhafi bombardent Marsa El Brega. Les combats se rapprochent à nouveau de Benghazi. À 6 h UTC, l'OTAN a pris le commandement des opérations aériennes et elle succède à la coalition multinationale qui était fondée par la logistique américaine, la démarche politique française et le partenariat anglais. Elle marque le même jour son opposition à armer les insurgés d'après la question soulevée face aux reculs de l'insurrection depuis le mardi 29 par les trois puissances assurant la coalition. L'Organisation du traité de l'Atlantique nord appuie son refus sur la résolution 1 973 elle-même, afin de « protéger la population civile contre une situation qui pourrait dégénérer en catastrophe humanitaire » d'après son secrétaire général Anders Fogh Rasmussen.

### Rétablissement des insurgés

#### Front de Cyrénaïque
Le 2 avril, le campus pétrolier de Brega est pris par les insurgés. La coalition reconnaît une bavure à Brega la veille lors de frappes, ayant entraîné la mort de 9 rebelles et 4 civils mais en décline la responsabilité.
Le 3 avril, la présence de djihadistes et surtout de membres d'Al-Qaïda parmi les insurgés se retrouve fortement discutée à l'OTAN et dans les médias. L'armée américaine signale leur présence alors que sur place des journalistes commencent à remarquer cette infiltration « d'intouchables », beaucoup mieux organisés et armés que les jeunes chababs et la rébellion et qui ne se fait plus pour combattre « au nom de la Libye, mais pour Allah ». À Marsa el Brega les combats continuent avec un léger recul vers l'ouest des forces loyalistes.
Les États-Unis cessent leur participation aux frappes qu'ils avaient prolongées sur le week-end, afin de les confier à l'OTAN et ne plus se consacrer qu'à des vols de reconnaissance et de brouillages.
Début avril, des propositions de référendums visant à l'instauration d'une démocratie émanent des fils Kadhafi, qui pourraient être les signes de divisions au sein du clan Kadhafi, même si elles sont reprises par Mouammar Kadhafi. Ces propositions sont reprises le mardi 5 avril comme un début de solution par la coalition et l'OTAN,, alors que le CNT et la rébellion refusent ces conditions qui laisseraient malgré tout Kadhafi en place.
Au mercredi 6 avril, la protestation de plus en plus grande de la rébellion contre le manque d'action de l'OTAN à l'encontre de l'armée de Kadhafi est officiellement adressée aux médias, après plusieurs plaintes (voir ci-dessus) des résistants depuis le début des frappes alliées, et alors que les combats s'enlisent depuis une semaine. À l'est de Brega de violents combats sont signalés et un changement de tactique de la part de l'armée loyaliste est observé, cette dernière n'envoyant plus d'armes lourdes sur son front mais des véhicules légers plus mobiles et difficiles à distinguer ainsi que des civils continuant à protéger les lieux stratégiques par leur présence,. Il est remarqué par ailleurs (rapporté par BFM TV dans la semaine) que les mercenaires de Kadhafi faits prisonniers ont été payés avec des billets n'ayant plus cours[réf. nécessaire] et que des mines ont été posées par l'armée loyaliste aux frontières des zones insurgées.
Jusqu'au 16 avril, la ville d'Ajdabiya, dernier bastion avant Benghazi, est bombardée par les forces loyalistes, et ce malgré l'intensification des frappes de l'OTAN pendant le week-end précédent. Par la suite, les insurgés réussissent à sortir de leur position dans la ville, puis à déplacer les combats se poursuivent dans un rayon de quelques dizaines de kilomètres autour de la ville, et enfin à progresser légèrement vers l'ouest et Brega.
Le 30 mai, la web-tv libre Al-Hourra, qui diffuse depuis courant avril depuis le centre culturel de Benghazi, commence à être retransmise sur les bouquets satellitaires Arabsat et Nilesat. À partir d’avril et tout au long du mois de juin, un front stable s’établit entre Adjabiyah et Bréga.
Le 14 juillet, les insurgés décident de lancer une offensive sur Brega qui sera prise le 18 juillet après de féroces combats. Les forces loyalistes battent alors en retraite vers Ras Lanouf mais continuent de harceler les rebelles en bombardant leurs positions.

#### Front de Misrata

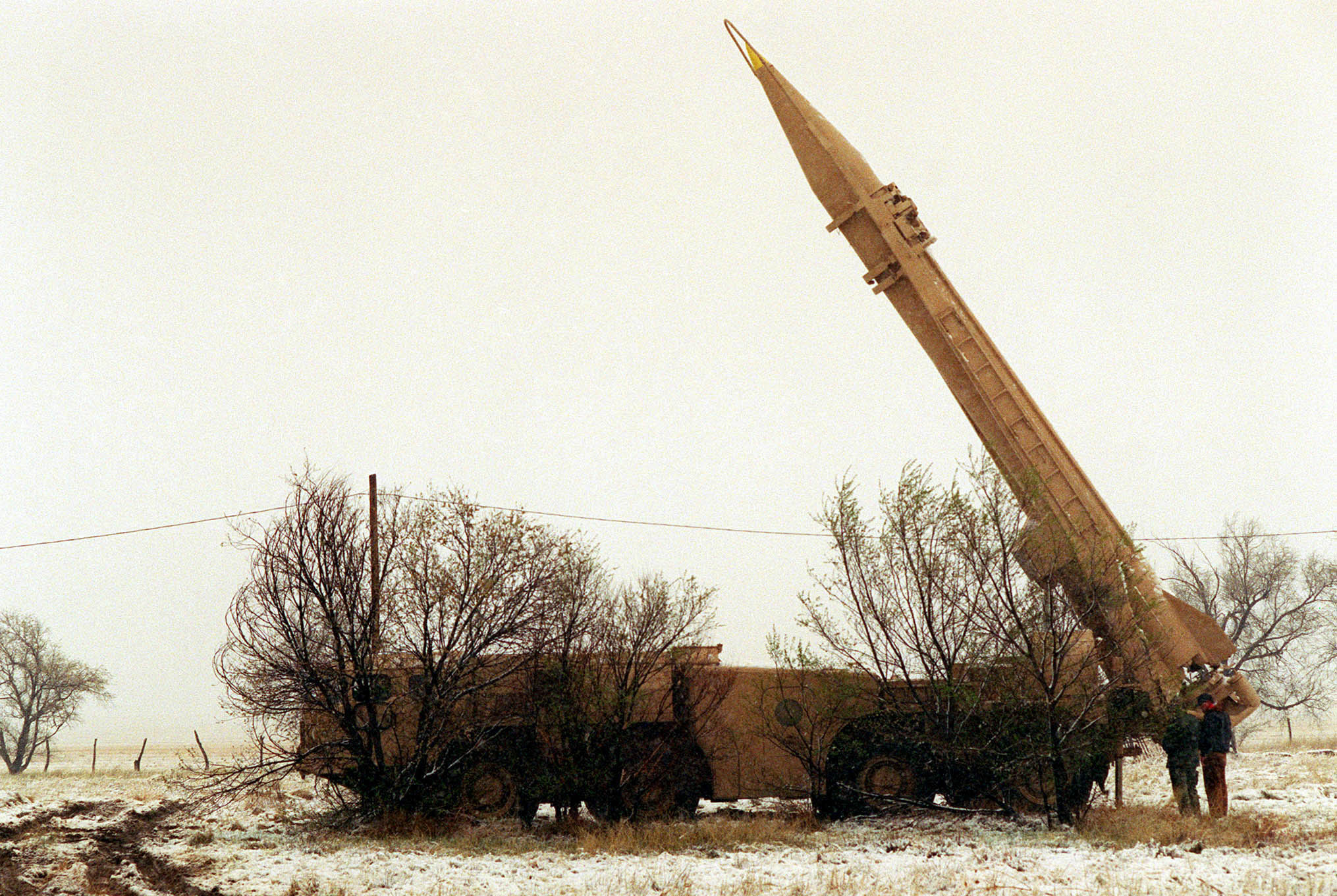
Les forces de Kadhafi ont tiré plusieurs missiles balistiques scud depuis Syrte en direction de Misrata et de Marsa El Brega en août, sans jamais atteindre leurs cibles.

À Misrata, l'aide internationale arrive aux rebelles en transitant par Benghazi. Le 11 mai, les insurgés prennent le contrôle de l'aéroport de Misrata et avancent vers Zliten. Début juin, les forces loyalistes bombardent encore Misrata de leurs positions éloignées à l'est, au sud et à l'ouest de la ville, les combats se déplaçant à l'ouest, vers Dafniyeh, mais on peut considérer que le siège de la ville est levé.
Les rebelles prennent le contrôle de Touarga à 40 km au sud de Misrata après d'importants combats le 12 août. Dans le même temps les rebelles se battent pour le contrôle pour de Zliten, à 70 km à l'ouest de Misrata. Au 13 août après de nombreux combats et bombardements de l'OTAN, les rebelles contrôleraient plusieurs quartiers résidentiels.[réf. nécessaire]

#### Combats en Tripolitaine
Depuis fin avril et pendant le mois de mai, l'OTAN bombarde les lieux forts du pouvoir kadhafiste : le 30 avril, le plus jeune fils du dirigeant libyen Mouammar Kadhafi, Saïf al-Arab Kadhafi, ainsi que trois de ses petits-enfants, sont tués au cours d'une frappe aérienne de l'Otan, ; début mai, la capitale est à nouveau soumise à des bombardements, ainsi que ses alentours, dont un bâtiment des services de sécurité intérieure et le siège du ministère d'Inspection et de Contrôle populaire, organe de lutte contre la corruption en Libye, et des résidences de Kadhafi,, ; enfin, le 20 mai, l'Otan coule huit navires de guerre appartenant aux forces loyalistes, dans les ports de Tripoli, de Khoms et de Syrte.
À partir du 3 juin, l'armée française engage des hélicoptères contre la défense libyenne. Le 11 juin, les forces loyalistes bombardent la ville historique de Ghadamès qui est sous le contrôle des rebelles. Alors que Zaouïa était tombée sous le contrôle des khadafistes, la ville est attaquée par les insurgés, qui s’étaient repliés dans les montagnes pour s’entraîner (y compris aux armes parachutées par la France, malgré le désaccord britannique). Cette ville a une importance stratégique, puisqu’elle abrite la principale raffinerie de pétrole encore aux mains des forces kadhafistes. D'autre part, les insurgés ont repris le contrôle de la ville de Zenten, repassée sous le contrôle des rebelles, tandis qu'entre Zenten et Yéfren les rebelles tentent de venir à bout des poches de résistance des forces kadhafistes et s'emparent d'un dépôt d'armes.
Le 16 juin, le fils de Mouammar, Saïf al-Islam Kadhafi, propose la tenue d’élection libres sous surveillance internationale dans les trois mois, précisant que son père quitterait le pouvoir en cas de défaite.
Fin juin, les avancées des rebelles hors du djebel Nefoussa, et sur la côte entre Misrata et Tripoli, se confirment. Ils buttent toujours sur Brega, au centre du pays. Les forces de Kadhafi se concentrent sur la ville côtière de Zliten, entre Misrata et Tripoli, qui s’est à nouveau soulevée. Dans la dernière semaine de juin, les rebelles sont repoussés par les forces loyalistes à 80 km au sud de Tripoli tandis qu'ils abandonnent une ville prise sans combats.
À partir du 6 juillet, une nouvelle offensive des insurgés a lieu : les Berbères descendant du djebel Nefoussa attaquent dans la région de Bir Al-Ghanam et de Gharyane. Dans une tentative d'assaut final, ils remportent leur premier succès puis, le 8 juillet, continuent d'avancer vers Zliten alors que les forces loyalistes se regroupent.
Le 17 juillet, d'intenses combats ont eu lieu, entre l'armée régulière libyenne et les insurgés, qui cherchent à enfoncer les lignes pour marcher sur la capitale Tripoli.
Le 6 août, les rebelles prennent Bir Al-Ghanam, situé dans le djebel Nefoussa, à environ 80 km au sud-ouest de Tripoli tandis que dans le même temps la localité d'Al-Qusbat connue aussi sous le nom de Msallata s'est soulevée le 4 août contre les forces kadhafistes. En plein territoire contrôlé par le régime en place, cette localité est située à quelques dizaines de kilomètres de la ligne de front de Zliten et à 100 km de à l'ouest de Tripoli. À Zliten au 9 août, les combats durent toujours pour son contrôle.

Front tripolitain le 20 août.

Les rebelles se rapprochent de Tripoli : les 13 et 14 août, ils attaquent Gharyan au sud de la capitale, ainsi que Zaouïa et Sorman à l'ouest, menaçant ainsi de couper deux importantes voies d'accès à Tripoli ; le 18 août, les rebelles contrôlent Gharyan, Sabratha, et un axe routier stratégique, privant ainsi Tripoli de sa voie principale d'approvisionnement depuis la Tunisie, ce qui permet à Moustafa Abdel Jalil, chef du Conseil national de transition, de résumer ainsi la situation : « L'étau se resserre autour de Tripoli, depuis les montages de l'Ouest, à Sorman, à Zaouïa et sur le flanc est de Tripoli. » ; les 19 et 20 août, les rebelles sont en effet victorieux à l'ouest de Tripoli à Zaouïa, où se trouve la dernière raffinerie pétrolière du pays en état de fonctionnement, et à l'est à Zliten. La presse parle de Tripoli comme en « état de siège »,.

### Bataille de Tripoli

Front en Tripolitaine au 30 août.

Le soir du 20 août, la capitale se soulève. Le lendemain, les rebelles lancent l'assaut de Tripoli,,. En l'espace de quarante-huit heures, la majeure partie de la capitale est libérée. Le 23 août dans l'après-midi, la caserne de Bab al-Azizia, le QG de Kadhafi, principale poche de résistance, tombe entre les mains des rebelles à la suite d'un assaut lancé par ces derniers.

### Affrontements à l'ouest et sud-est de la capitale

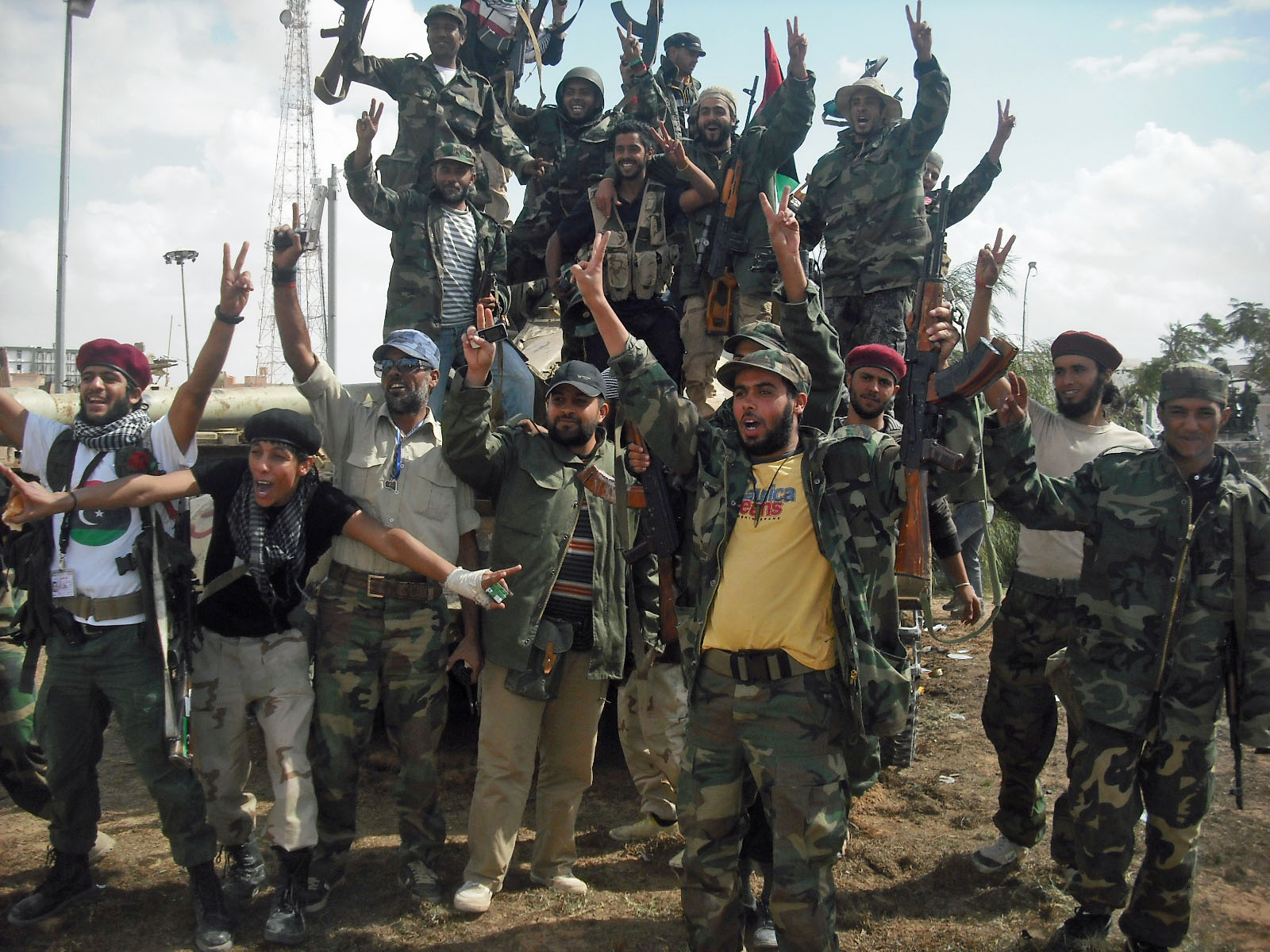
Rebelles libyens après la prise de Bani Walid.

Alors que la ville de Zouara venait de se libérer trois jours auparavant, elle est assiégée par les forces kadhafistes à partir du 24 août. Ces dernières, contrôlant déjà le poste-frontière de Ras Jedir, cherchent par cette opération à couper la route d'approvisionnement reliant la Tunisie à la capitale. Dans les jours qui suivent, une opération de grande envergure permet aux rebelles de briser l'encerclement de Zouara et de prendre Ras Jedir le 26 août.
Le 28 août, la rébellion lance une offensive au sud-est de Tripoli et prend ainsi le contrôle de Tarhounah puis s'apprête à se lancer à l'assaut de Bani Walid le 4 septembre 2011 au matin. À partir du 9 septembre au soir et surtout du 10 septembre au matin, les insurgés entrent dans Bani Walid par le nord et l'est. Ils se lancent dans des combats de rue et affrontent les tireurs embusqués pro-Kadhafi ; un rebelle est tué. Le 11 septembre, de violents combats ont lieu qui font 10 morts et une vingtaine de blessés dans certains quartiers de la ville.
Le 16 octobre 2011, après plusieurs semaines de siège, les forces du CNT entrent dans le cœur de Bani Walid, sans y rencontrer une opposition de la part des forces kadhafistes qui semblent s'être évaporées.

### Offensive vers Syrte

Front de Syrte au 29 août 2011.

Sur le front oriental, la rébellion enfonce les lignes loyalistes, en enlevant, le 22 août 2011, le port pétrolier de Brega et, le 23 août 2011, celui de Ras Lanouf. Les forces kadhafistes se replieraient sur Syrte — la ville natale du dictateur, qui se trouve désormais directement menacée par les forces rebelles provenant de Misrata et localisées à Al-Washka, à moins de 100 km à l'ouest —, ainsi qu'à Ben Jawad, sis à l'est. Des pourparlers auraient lieu entre les rebelles et les tribus locales, afin d'obtenir une reddition pacifique de Syrte,. Dans la nuit du 25 au 26 août, des bombardiers britanniques de l'OTAN ont pris pour cible le QG des forces kadhafistes dans la ville ; ces frappes aériennes se sont poursuivies dans la journée du 26 août. Selon les rebelles, Ben Jawad également bombardé la veille, serait tombé le 28 août, permettant à ces derniers de se rapprocher encore de Syrte dont ils ne seraient plus qu'à 100 km, tandis les troupes venant de Misrata seraient elles, à 30 km de la ville.
Le 29 août au soir, les insurgés bivouaquant à Nofilia et Umr Gandil, envoient des unités de reconnaissance jusqu'à la vallée Rouge (ou Wadi al Hammar), relief légèrement escarpé, tenu par les kadhafistes, et constituant la dernière barrière naturelle avant Syrte dont elle distante d'environ 70 km. Finalement, la vallée tombe sous leur contrôle le 8 septembre, ouvrant ainsi la route de Syrte par l'est sans obstacles majeurs.

Progrès des combats lors du siège de Syrte le lendemain de sa prise.

Le 15 septembre, les forces du CNT (celles venant notamment de Misrata) pénètrent dans la ville, mais rencontrent pendant plusieurs jours une résistance opiniâtre, voire désespérée, de la part des troupes embusquées et lourdement armées de Moatassem Kadhafi, fils du colonel en fuite. L'OTAN annonce le 29 septembre avoir effectué 150 sorties aérienne et traité plus de 50 objectifs sur la seule semaine passée, mais la rébellion ne parvient toujours pas à prendre position au centre-ville.
Le même jour, les forces révolutionnaires annoncent la capture de Moussa Ibrahim, porte-parole du régime libyen déchu de Mouammar Kadhafi, circulant à bord d'une voiture en banlieue de Syrte, capture finalement démentie. Le 9 octobre, les combattants pro-CNT s'emparent de l'université de Syrte (en) et du centre de conférence Ouagadougou, deux bastions majeures des forces kadhafistes. Le 20 octobre 2011, la ville tombe définitivement sous le contrôle de la rébellion après l'assaut final contre les dernières poches de résistance.
L'ancien dictateur libyen, cherchant à fuir sa ville natale dans laquelle il s'était retranché après sa chute, est tué le jour même après l'attaque de son convoi. Le même jour, un commandant militaire du CNT annonce que ses hommes ont retrouvé le cadavre de Moatassem Kadhafi, ainsi que celui du ministre de la défense Abou Bakr Younès Jaber.
La presse fait était de la présence dans le convoi d'un groupe de 19 mercenaires sud-africains durant ce qui semble être une opération d'exfiltration.

### Combats dans le Fezzan
Le 17 juillet, les troupes rebelles toubous prennent le contrôle d'Al Qatrun mais quittent la ville rapidement le 23 juillet à la suite de plusieurs attaques loyalistes.
Le 18 août, la rébellion prend le contrôle de la ville de Mourzouq, deuxième localité du Fezzan qui constitue un nœud de communication important. Les troupes rebelles s'emparent de la garnison qui contenait des véhicules militaires, des 4×4, des armes lourdes et des munitions. Le 23 août, à Sebha, la capitale régionale et fief de la tribu Kadhafa, d'intenses combats ont lieu. Le 25 août, les forces du CNT annoncent la prise de la localité stratégique d'al-Wigh située à proximité des frontières du Tchad et du Niger. Le 28 août, trois combattants pro-CNT sont tués dans des combats à Sebha. Le même jour des renforts loyalistes arrivent dans la ville.
Le 16 septembre, les rebelles prennent le contrôle des villes de Birak et d'Adiri. Le 21 septembre, ils affirment contrôler totalement la ville de Sebha après plusieurs jours de combats intenses, ainsi que celle de Waddan, permettant ainsi de prendre le contrôle d'environ 70 % de l'oasis de Koufra selon un représentant du CNT.
Le 22 septembre, le CNT affirme avoir pris le contrôle de la ville de Oubari, capitale du district de Wadi al Hayaat. Le 25 septembre, des combats ont lieu dans la dernière ville sous contrôle loyaliste à Ghat. Le même jour les forces pro-CNT prennent le contrôle de l'aéroport de Ghat, situé au nord de la ville.

### Combats en 2012
Le 23 janvier 2012, au moins quatre anciens rebelles libyens sont tués et 20 blessés lors d'une attaque à Bani Walid, au sud-ouest de Tripoli, indique à l'AFP le porte-parole du conseil local de la ville, Mahmoud el-Werfelli.

## Bilan humain
Le bilan humain du conflit libyen n'est pas connu avec exactitude et fait l'objet de différentes estimations.
À la date du 22 février 2011, le gouvernement libyen reconnait officiellement 300 morts, dont 242 civils et 58 militaires. Le 23 février, la Fédération internationale des ligues des droits de l'homme (FIDH) annonce 640 morts. Le 2 mars, la Ligue libyenne des droits de l'homme donne un bilan bien plus élevé de 6 000 morts dont 3 000 à Tripoli, 2 000 à Benghazi et 1 000 dans d'autres villes. Le 19 avril, le Conseil national de transition (CNT) donne un bilan total de 10 000 morts et 55 000 blessés. Le 1er juin, une mission Conseil des droits de l'homme des Nations unies déclare estimer le nombre des morts causés par le conflit entre 10 000 et 15 000.
Le 8 septembre, quelques jours après la prise de la capitale par le CNT, le ministre de la Santé par intérim Naji Barakat annonce un premier bilan officiel de 30 000 morts, 50 000 blessés et 4 000 disparus, avec des pertes à peu près équivalentes pour les deux camps. Le 20 septembre, à l'ONU, le président du CNT Moustapha Abdel Jalil fait pour sa part état de 25 000 morts.
Cependant en janvier 2013, le nouveau gouvernement libyen donne un nouveau bilan nettement revu à la baisse. Miftah Duwadi, vice-ministre des Martyrs et des personnes disparues, affirme alors que les pertes des forces rebelles ont été de 4 700 morts pendant le conflit de 2011. Les pertes des forces khadafistes sont estimées comme étant à peu près équivalentes et 2 100 personnes sont également portées disparues dans les deux camps.
En 2021, Airwars donne les bilans suivants pour les victimes civiles :
- 1 166 à 2 519 civils tués en 2011[22], dont au minimum 869 civils tués par les forces khadafistes, 223 par l'OTAN et 50 par les rebelles[278].
- 500 à 714 civils tués de 2012 à 2021[279].

## Exactions

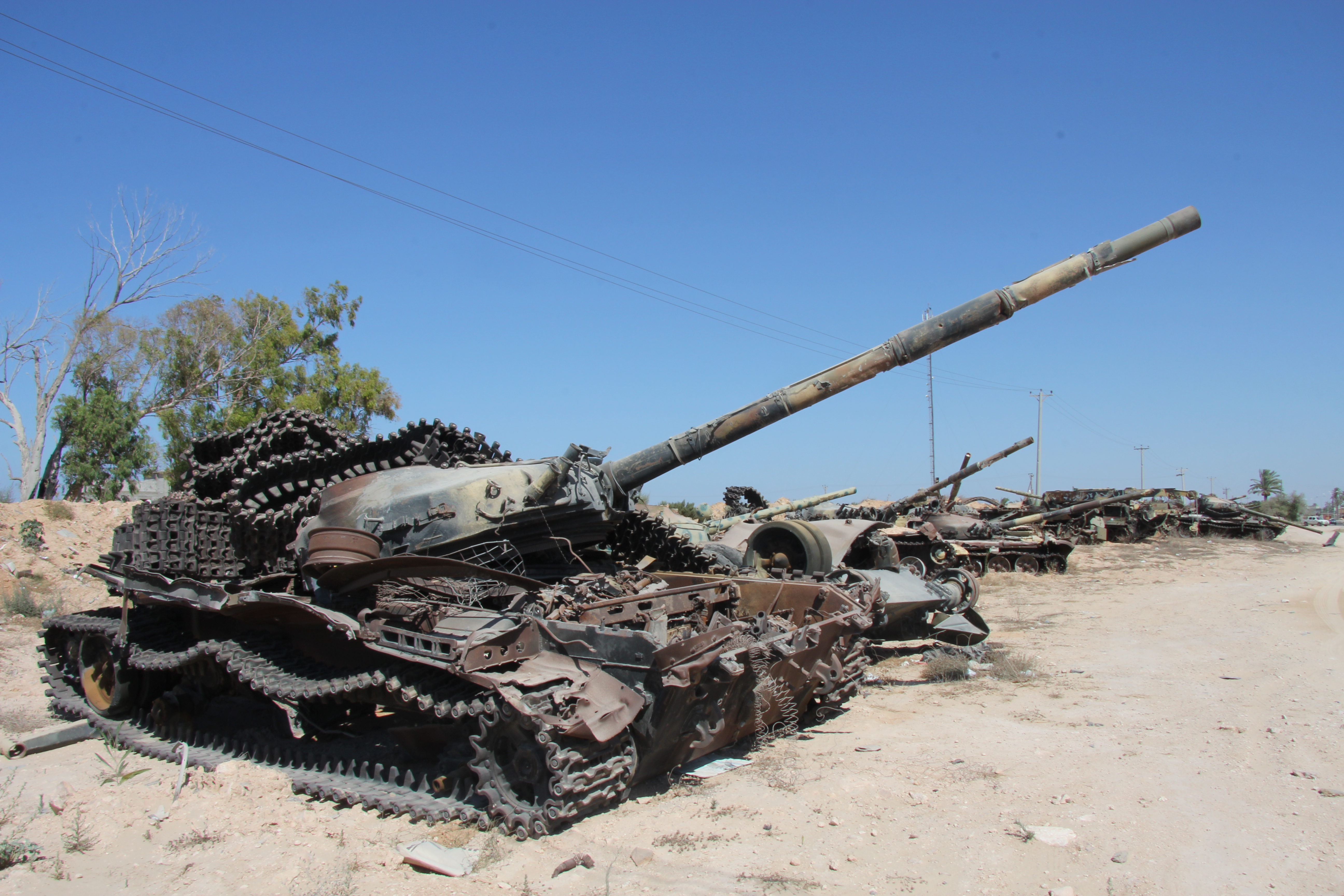
Chars à l'extérieur de Misrata.

### Victimes et arrestations
Des témoins assiste à de nombreuses arrestations pour délit d'opinion, la presse est muselée et les rares images qui parviennent aux stations de télévision proviennent d'amateurs. Aucun journaliste n'est autorisé à exercer ses fonctions à l'intérieur du pays ; malgré tout, un journaliste italien du quotidien La Repubblica, Pietro Del Re, a réussi à pénétrer en Libye le 22 février. Les réseaux sociaux et internet restent les seules sources d'information possibles.
Human Rights Watch publie un bilan provisoire au 21 février faisant état de 233 morts, auxquels il ajoute deux jours plus tard 62 tués à Tripoli, ce qui porte le bilan à un minimum de 295 morts. Selon la Coalition internationale contre les criminels de guerre (ICAWC, International Coalition Against War Criminals), le bilan est au matin du 22 février de 519 morts, 3 980 blessés et au moins 1 500 disparus). Alors que le ministre italien des Affaires étrangères Franco Frattini estime que le bilan de plus de 1 000 civils tués est crédible, le régime de Kadhafi publie le soir du 23 février un bilan de 300 morts, dont 58 militaires, chiffre qui concorde avec le bilan de la Fédération internationale des droits de l'homme (FIDH) publié le matin, qui estimait le nombre de victimes entre 300 et 400. Selon la Ligue libyenne des droits de l'homme, fondée par le propre fils de Kadhafi, Saïf al-Islam, il y aurait eu depuis le soulèvement 6 000 morts, dont 3 000 dans la seule ville de Tripoli, 2 000 à Benghazi, et 1 000 dans d'autres villes, sans précisions sur le statut des victimes (chiffres au 2/03/11). Trois marins néerlandais ont été faits prisonniers par des partisans du régime le 27 février 2011 et leur hélicoptère a été saisi, alors qu'ils tentaient d'évacuer deux ressortissants à Syrte.
Selon M. Abdeljalil, le conflit en Libye (la bataille de Tripoli incluse) aurait fait en près de six mois, « depuis le début mi-février de l'insurrection », soit plus d'une centaine de morts par jour…
Il est estimé que le total des morts durant la premièr guerre civile Libyenne oscille entre 12 500 et 15 000 morts au maximum d'après les sources de la CIA (civils, rebelles et loyalistes)[réf. nécessaire]. 75 % des combats se déroulérent sur la côte méditerranéenne libyenne, de Benghazi à Syrte, jusqu'à 50 km dans l'intérieur des terres. Cependant, à l'ouest de Tripoli (dont bataille de Tripoli), jusqu'à la frontière tunisienne, il y eut le reste des violents combats.

### Attaques contre la presse
La chaîne Al Jazeera dénonce des tentatives de brouillage de sa diffusion par satellite provenant du gouvernement libyen,, tandis que des journalistes de la chaîne ont disparu dans une zone contrôlée par les loyalistes, le 19 mars 2011.

### Viol de Iman al-Obeidi
Iman al-Obeidi est une Libyenne qui, le 26 mars 2011, est entrée dans le restaurant de l'hôtel Rixos à Tripoli, résidence de la plupart des journalistes internationaux en Libye, dans le but d'informer les reporters étrangers de son viol par les troupes gouvernementales fidèles à Mouammar Kadhafi,.
Le New York Times décrit ses blessures : « de larges ecchymoses sur son visage, une grande cicatrice sur sa cuisse, plusieurs étroites et profondes griffures plus bas sur sa jambe, ainsi que des marques qui semblaient venir de liens autour de ses mains et de ses pieds. » Parlant en anglais, Obeidi dit qu'elle avait été arrêtée à un point de contrôle près de Tripoli parce qu'elle était originaire de ville de Benghazi détenue par les rebelles, et détenue pendant deux jours. Elle a poursuivi en disant qu'elle avait été ligotée, puis qu'on avait uriné et déféqué sur elle et qu'elle avait été violée par 15 hommes,. Elle a supplié pour ses amis toujours détenus.
Malgré la présence de médias étrangers, dont certains ont tenté d'intervenir pour protéger la jeune femme, elle a été traitée de traître et menacée avec un couteau à beurre par les serveuses du restaurant. Des gardes du gouvernement et des policiers en civils ont battu à coups de pied les journalistes qui intervenaient, brisé une caméra de CNN, menacé l'équipe de Sky News avec un pistolet, et finalement fait taire al-Obeidi, en l'emmenant hors de l'hôtel pour la conduire dans un lieu inconnu. L'incident a augmenté la tension entre les médias internationaux et le régime de Mouammar Kadhafi qui essaie de resserrer le contrôle des journalistes étrangers et leur accès aux civils libyens,. Cet incident est « un aperçu rare de la brutalité de la répression des dissidents » de la part du régime de Mouammar Kadhafi.
Lors d'une conférence de presse improvisée un peu plus tard le même jour, Moussa Ibrahim, un porte-parole du gouvernement, a dit que les enquêteurs avaient trouvé qu'al-Obeidi était « ivre et possiblement dérangée. »
Selon Pierre Vermeren, les viols de masse ordonnés par Kadhafi sont, en l’état actuel des enquêtes des institutions internationales et des ONG de défense des droits de l’homme, des rumeurs. L’enquête menée par Amnesty International au sujet des allégations de viols ordonnés par le régime libyen, d’enrôlement de mercenaires et de tirs contre des manifestants civils par des hélicoptères, n'a finalement débouché sur aucune preuve. Au contraire, selon l'ONG, beaucoup d'allégations portées par les rebelles seraient des inventions. Human Rights Watch explique également ne pas avoir obtenu de preuves des viols dont ont été accusées les forces loyales à Kadhafi.

### Découverte de charniers à Tripoli
Alors que les troupes du CNT libèrent Tripoli elles découvrent des charniers de cadavres parfois brûlé, une cinquantaine dans une prison, 18 dans le lit d'une rivière et 29 dans une clinique montrant des traces d'exécution sommaire. Les prisonniers libérés parlent de tortures constantes à l'électricité pendant trois mois et d'un massacre organisé à la grenade et à la mitrailleuse Le CNT annonce que dix à onze mille prisonniers ont été libérés mais qu'il en manque 50 000 autres qui ont disparu.

### Exactions envers les populations noires par les rebelles
« Sans doute par crainte d'être victime du même sort que son prédécesseur, le roi Idris, qu'il a lui-même chassé du pouvoir en 1969, le colonel n'a cessé de nourrir des soupçons à l'égard de sa propre armée. Une raison qui l'a conduit à se constituer une milice parallèle de mercenaires » essentiellement africains. Début mars 2011, leurs effectifs sont estimés à 10 000 hommes. Surtout motivés par l'aspect pécuniaire de leur mission, et « contrairement à l'armée régulière, les mercenaires n'hésitent pas à tirer sur la foule avec laquelle ils n'ont aucun lien ». Cette situation a entrainé une méfiance des rebelles libyens vis-à-vis des populations à peau noire, que ces populations appartiennent à la population libyenne ou qu'elles soient constituées de travailleurs immigrés.
Selon un article du Wall Street Journal du 21 juin 2011,, les rebelles de Misrata ont chassé toute la population noire de la ville. Ils essaient maintenant de prendre la localité de Tawergha située à environ 50 km, et se proposent de la nettoyer de tous les Noirs dès qu’ils l’auront conquise. Selon l’article du Journal les « rebelles » se considèrent comme des « brigades dont la mission est de purger le pays des esclaves à la peau noire ». Le Wall Street Journal cite un commandant rebelle, Ibrahim al-Halbous qui aurait dit en parlant des Libyens noirs : « Il faut qu’ils fassent leurs valises » et aussi « Tawergha n’existe plus, il ne reste que Misrata ». « Beaucoup de Misratans sont convaincus que les Tawerghans [Tawergha est une ville à forte population noire] étaient responsables de certaines des pires atrocités commises. »
Le 23 juin 2011, Afrik.com s'inquiète que les rebelles libyens assimilent les immigrés sub-sahariens à des mercenaires. Il cite Adrian Edwards, le porte-parole du Haut commissariat des Nations unies aux réfugiés (HCR). D'après les témoignages recueillis sur place, « des Libyens armés (faisaient) du porte à porte, forçant des Africains sub-sahariens à partir. » De même, les personnes rencontrées mentionnaient « la confiscation ou la destruction de papiers d’identité pour un grand nombre ». « Des incidents similaires à l’encontre d’un groupe de Tchadiens qui ont fui Benghazi, Al Bayda et Brega ces derniers jours nous ont également été rapportés ». Le responsable du HCR a invité toutes les belligérants à reconnaître « la vulnérabilité des réfugiés et des migrants originaires d’Afrique sub-saharienne et (à prendre) les mesures nécessaires afin d’assurer leur protection ».
Toujours en juin 2011, Donatella Rovera, conseillère sur la réaction aux crises à Amnesty International, interviewée après un séjour en Libye, rapporte : « Il y a eu une certaine hystérie, de la part des médias, autour de la question des mercenaires, il s’agissait surtout de pauvres jeunes gens terrorisés, pas forcément liés au conflit ». Il s'agit notamment d'étrangers, maghrébins ou noirs, arbitrairement pris à partie : « On n’a pas vu de mercenaires, sauf si cela s’est passé dans l’Ouest où nous n’avions pas accès. Nous avons rencontré des étrangers et des Libyens noirs qui ont été pris pour cibles par les anti-Khadafi. Ils [les combattants] ont commis des violations graves. » À propos du pilotage politique, elle dit : « Les rebelles sont responsables de nombreuses attaques contre les étrangers et les Libyens noirs, soupçonnés d’être des mercenaires. Certains ont été assassinés. Il faut agir maintenant. Les gens du Conseil national de transition sont contre ces pratiques. Je les crois sincères, mais ils ne contrôlent pas la situation. »
Le 7 septembre 2011, Amnesty international indique que « le Conseil national de transition (CNT) doit prendre davantage de mesures pour protéger les Libyens noirs », s'inquiétant d'« allégations selon lesquelles des Tawarghas ont été arrêtés, menacés et passés à tabac car ils étaient soupçonnés d'avoir combattu aux côtés des forces de Kadhafi ».
Malgré la fin de la guerre civile, la situation des Noirs ne semble pas s'améliorer. Dans un rapport réalisé entre les 8 et 15 mai 2012, à la suite d'une mission d’information sur place, la Fédération internationale des ligues des droits de l’homme (FIDH) indique dans son rapport sur « les migrants africains d'origine subsaharienne » qu'il existe pour ces populations une « situation d’extrême urgence ». Les cas relevés vont du licenciement sans indemnité ni paiement de salaire à l’encontre de Noirs, jusqu’au meurtre et au viol.

### Pertes civiles liées aux bombardements de l'OTAN
Selon le gouvernement de Kadhafi, les raids aériens de l'OTAN ont fait 718 morts et 4 067 blessés parmi les civils entre le 19 mars et le 26 mai 2011.
Le 5 juillet, Mouammar Kadhafi envoie au procureur de la Cour pénale internationale un courrier dénonçant le mandat d'arrêt lancé contre lui et demandant à la CPI d'ouvrir une enquête sur les « crimes de guerre » commis selon lui par l'OTAN en Libye.

### Exactions commises par les rebelles
Selon l'organisation non gouvernementale Human Rights Watch des exactions « maisons brûlées et saccagées, pillages, brutalités diverses » ont été commises sur des civils en juin et juillet 2011 par les rebelles dans plusieurs villages de la région de Tripoli, peuplés de tribus considérées comme fidèles à Kadhafi. HRW cite un commandant rebelle, le colonel El-Moktar Firnana, qui déclare : « Si nous n'avions pas donné des instructions, les gens auraient brûlé ces villages jusqu'au dernier ».

## Réactions

### Défections

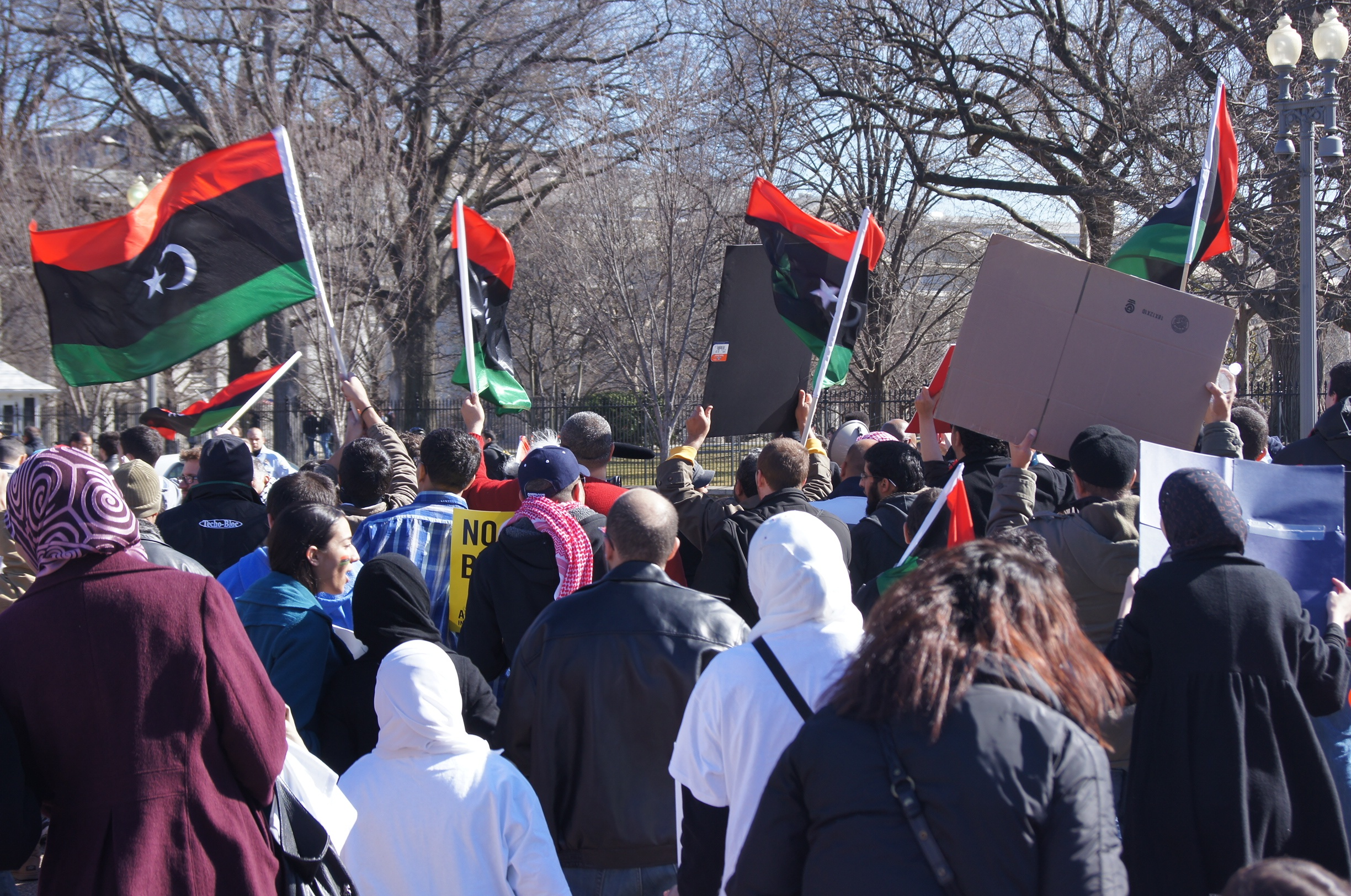
Manifestations de soutien au mouvement anti-Kadhafi de la diaspora libyenne à Washington D.C., le 19 février.

Le mouvement de passage des cadres du régime à la rébellion commence dès le 20 février, avec Abdelfattah Younès, ministre de l’Intérieur, créateur des forces spéciales et compagnon de Kadhafi, et Moustafa Abdel Jalil, ministre de la Justice.
Ils sont suivis du représentant libyen auprès de la Ligue arabe Abdel Mounim al-Khouni et de plusieurs ambassadeurs : au Bangladesh, en Belgique, en Chine, en Inde, en Indonésie, au Nigeria et en Pologne. Les ambassadeurs libyens auprès de Washington et de Paris annoncent aussi se démarquer du régime, puis démissionnent le 25 février. La totalité de la délégation libyenne auprès de l'ONU, démissionne, en deux temps,.
Plusieurs généraux de police et de l’armée, dont Salah Mathek et Abdel Aziz al-Busta, se rangent du côté de la révolte dans les quinze premiers jours.
Ahmed Kadhaf al-Dam, proche conseiller du dirigeant libyen, démissionne le 25 février.
Fin mars, Moussa Koussa, ministre des Affaires étrangères, très proche de Kadhafi et ex-chef des services secrets, quitte lui aussi le navire. Ali Triki, ancien ministre des Affaires africaines, le suit. Fin mai, c’est Farhat Omar Ben Guidara, président de la banque centrale de Libye, profite d’un passage à Londres pour annoncer son départ. Quelques jours plus tard, Choukri Ghanem, président de la compagnie libyenne du pétrole, abandonne lui aussi le dictateur.
Le 19 août, c'est Abdessalam Jalloud, ancien numéro 2 du régime, qui fait défection.

### Réactions du gouvernement
Les autorités libyennes, au début de l'insurrection, ont menacé l'Union européenne « de cesser de coopérer dans la lutte contre l'immigration si elle continue à « encourager » les manifestations dans le pays ». De plus, exerçant un chantage, Tripoli menace de nationaliser les sociétés européennes présentes sur son territoire.
Le 2 mars, le régime réagit officiellement aux sanctions prises à son encontre, et envoie une lettre au Conseil de sécurité de l'ONU, affirmant que la répression a été modérée et demandant la suspension de l'interdiction de voyage et du gel des avoirs de Mouammar Kadhafi et de son entourage.

### Diaspora libyenne
À Paris, un groupe d'opposants libyens s'empare de l'ambassade de Libye le 25 février, pendant quelques heures, aboutissant à la démission de l'ambassadeur.
À Besançon, plusieurs manifestations sont organisées devant l'hôtel de ville par l'Association de la jeunesse libyenne de Besançon, et soutenues par de nombreux syndicats et associations : une le 26 février ainsi qu'une autre le 28 février. Une nouvelle manifestation est prévue le samedi 5 mars 2011, place du Huit-Septembre.

### Réactions internationales

#### Condamnations

##### Pays européens
- Royaume-Uni : le ministre britannique des Affaires étrangères, William Hague, qualifie, le 21 février, les violences contre les manifestants d'« inacceptables et effroyables »[323].
- France : la ministre française des Affaires étrangères, Michèle Alliot-Marie, s'exprime du Brésil le 21 février en fin d'après-midi, déclarant que « la violence en Libye doit absolument cesser »[324],[325]. Nicolas Sarkozy fait une déclaration similaire le soir-même, et le Premier ministre François Fillon se déclare le 22 février « horrifié par cette explosion de violences ». Le 23 février au matin, le président Sarkozy demande « l'adoption rapide de sanctions concrètes » de la part de l'Union européenne pour les responsables de la répression en Libye[326].
Le 25 février 2011, Nicolas Sarkozy appelle Kadhafi à « partir » et souhaite la saisie de la Cour pénale internationale[327].
- Italie : le président du conseil italien Silvio Berlusconi condamne dans la soirée du 21 février l'« usage inacceptable de la violence ». Il joint par téléphone le colonel Kadhafi le 22 février à 21 heures (heure italienne), pour lui demander de trouver une solution pacifique[328]. L'Italie, premier partenaire économique de la Libye, lui est liée par d'importants accords de coopération économique. La Libye, de son côté, a investi pour 3,6 milliards d'euros en Italie[329]. 23 % du pétrole et 13 % du gaz d'Italie proviennent de Libye. La situation en Libye provoque une crise en Italie, le Cavaliere ayant qualifié à plusieurs reprises le colonel Kadhafi d'« ami ». Le 26 février il déclare que « l'Europe et l'Occident ne peuvent pas rester spectateurs de ce processus »[330].
- Allemagne : Angela Merkel qualifie pour sa part le discours de Kadhafi du 22 février de « très très effrayant », et trouve que le colonel Kadhafi « a déclaré la guerre à son propre peuple ». De même, la ministre des Affaires étrangères espagnole Trinidad Jiménez estime le 23 février que le colonel Kadhafi « a perdu toute légitimité en décidant de bombarder ses propres citoyens ».
- Union européenne : réunie le 23 février à Bruxelles, la Commission européenne déclare, par la voie de son porte-parole, que les « violences [en Libye] sont inacceptables », ajoutant : « Nous serons toujours aux côtés de la démocratie ». Mais elle se refuse à considérer que le président Kadhafi n'est plus un interlocuteur acceptable pour les Européens[331]. Le lendemain, une déclaration conjointe de l'Union européenne et de la Russie affirme : « Nous réprouvons catégoriquement l'usage de la force à l'encontre des civils en Libye qui a fait des centaines de victimes. »[332]

Au 16 mars, l'Europe n'a pourtant toujours pris aucune décision, et a même refusé d'en prendre, et elle reste spectatrice de ce « processus ».

##### Organisations internationales
Au cours d'une conversation téléphonique, Ban Ki-moon, secrétaire général des Nations unies, a demandé à Kadhafi de faire « cesser immédiatement » les violences contre les manifestants. Le secrétaire général de l'OTAN, Anders Fogh Rasmussen, s'est dit « choqué par l'usage aveugle de la violence contre des manifestants pacifiques », et l'OTAN appelle à la fin des répressions contre des civils non armés. Le Conseil de sécurité se réunit en urgence dans la soirée du 22 février, mais se contente de demander l'arrêt des violences. La Croix-Rouge envoie des équipes aux frontières.
Le Conseil de sécurité de l’ONU prend les premières sanctions internationales contre le régime libyen le 27 février : plusieurs personnalités du régime sont interdites de voyages internationaux, leurs avoirs à l’étranger sont bloqués. De plus, l’ouverture d’une enquête est demandée à la Cour pénale internationale de La Haye, faisant suite à la demande de la haut-commissaire des Nations unies aux droits de l'homme, Navanethem Pillay, qui évoquait des crimes contre l'humanité le 22 février. Parmi les crimes évoqués dans la presse mondiale figurent les exécutions de manifestants blessés sur leur lit d’hôpital.
Le 3 mars 2011, le procureur de la Cour internationale de justice annonce qu'une enquête pour « crimes contre l'humanité » a été ouverte contre le colonel Kadhafi. Le 27 juin 2011, la Cour pénale internationale délivre un mandat d'arrêt contre Mouammar Kadhafi, l'accusant de crimes contre l'humanité.

##### Positions de la Russie et de la Chine
- Russie : la Russie a condamné l'usage de la force militaire par les forces de Kadhafi contre les civils libyens en février 2011[339] mais s'abstient lors du vote de résolution 1 973 à l'ONU[340]. Moscou dénonce de graves violations des résolutions 1 970 et 1 973 de l'ONU sur la Libye[341]. La Russie ne reconnaît le CNT comme représentant légitime qu'au mois de septembre 2011[342].
- Chine : la Chine adresse une protestation solennelle au régime de Kadhafi au cours des combats du mois de février[343] et s'abstient sur le vote de la résolution 1 973. Au mois de juillet, alors que la situation semble s'enliser sur le terrain, la Chine soutient l'Union africaine et notamment du médiateur Sud Africain dans leur tentative pour résoudre la crise[344].

##### Organisations musulmanes et pays orientaux
Le mouvement libanais du Hezbollah dénonce en fin de journée du 21 février les « massacres » et annonce qu'il « prie pour que les révolutionnaires vainquent le tyran ».
La Ligue arabe annonce le 22 février en fin d'après-midi que le siège de la Libye « est suspendu » avec effet immédiat.
 Maroc : le 23 février 2011, le ministre des Affaires étrangères marocain Taïeb Fassi-Fihri, lors d'une conférence de presse conjointe avec son homologue portugais Luís Amado à Lisbonne, exprime la préoccupation du Maroc à la suite du mouvement de contestation en Libye, il affirme que « le Maroc est extrêmement préoccupé par la spirale de la violence en Libye au cours des derniers jours, rejette et condamne le recours à la violence contre les populations », il a également rappelé que « les peuples marocain et libyen sont unis non seulement par les liens étroits de l'histoire et de la géographie, mais aussi par un projet ambitieux d'intégration maghrébine ».
 Tunisie : le ministère des Affaires étrangères a fait part de sa tristesse et sa douleur face à « l'utilisation disproportionnée de la force » contre le peuple libyen frère en Libye sœur, appelant à arrêter immédiatement le recours à la force contre des civils innocents, à cesser cette effusion de sang dangereuse et douloureuse. La chambre des Conseillers a fermement condamné les crimes atroces perpétrés à l'encontre du peuple libyen qualifiant ces violences de crimes contre l'humanité.
 Iran : Mahmoud Ahmadinejad, le président iranien, dénonce le colonel Kadhafi, déclarant que « résister aux demandes de ses concitoyens est futile ».
 Israël : Le gouvernement israélien n'a pas émis de commentaire officiel sur la situation en Libye. Seul M. Shimon Peres, en déplacement à Madrid, déclare le 21 février que l'on s'achemine vers une Libye sans Kadhafi.
 Turquie : le communiqué du service de presse du Premier ministre Recep Tayyip Erdoğan indique être hostile à une ingérence étrangère en Libye et réclame l'arrêt des violences en Libye et un cessez-le-feu immédiat.

##### Amérique
États-Unis : le 21 février, la Secrétaire d'État Hillary Clinton demande de faire « cesser ce bain de sang ». Elle réitère sa déclaration deux jours plus tard et affirme que le gouvernement libyen sera tenu responsable de ses actes. Cependant, à l'inverse de l'Union européenne, d'éventuelles sanctions ne sont pas encore à l'ordre du jour. Barack Obama rompt enfin le silence pour la première fois sur l'insurrection en Libye dans une courte déclaration, le 23 février à 23 heures 08 (heure de Paris) : « La violence en Libye est monstrueuse et (…) doit cesser rapidement ».
 Pérou : c'est le premier État à rompre ses relations diplomatiques avec la Libye, le mardi 22 février, en signe de protestation contre la violence.

##### Asie
L'Inde, dont 18 000 ressortissants vivent et travaillent en Libye, s'exprime le 22 février par une note officielle du ministère des Affaires étrangères affirmant que « le gouvernement condamne l'usage de la force qui est absolument inadmissible ».

#### Soutiens à Kadhafi
- Venezuela : le président Chávez, dont les relations personnelles avec Kadhafi sont excellentes[352], et le ministre des Affaires étrangères, Nicolás Maduro, déclarent que les violences ont été déclenchées en Libye pour justifier une intervention des États-Unis et mettre la main sur le pétrole libyen[353].
- Syrie : selon la lettre d'information Intelligence Online, le gouvernement syrien a mobilisé des pilotes de son armée de l'air pour aider les forces fidèles au régime[354]. Les pilotes de chasse déjà présents dans le cadre d’accords de coopération militaire ont reçu l’ordre de piloter les appareils libyens. Ces premiers éléments ont ensuite reçu le renfort de pilotes d’avions et d’hélicoptères. Enfin, le ferry destiné à évacuer des civils syriens a été retardé afin de permettre l’envoi de soldats, d’armes, de munitions et de véhicules[355].
- Tchad : par ailleurs, selon le site tchadactuel, repris par le journal français Le Figaro, le Tchad aurait envoyé des troupes soutenir le régime de Kadhafi (ou enverrait avec difficultés, selon Al Jazeera[102]). Il faciliterait également le passage de « volontaires » soudanais vers la Libye[356],[357]. L'ambassadeur tchadien en France a démenti ces informations.

#### Efforts diplomatiques
Le jeudi 7 avril 2011, la France, par la voix d'Alain Juppé, continue sa démarche pour établir la reconnaissance internationale de l'opposition libyenne et exiger le départ de Mouammar Kadhafi, « qui apparaît comme une condition inévitable de la crise en cours pour la France, le Royaume-Uni et les États-Unis ».
Le lundi 11 avril, la mission de l'Union africaine ne peut faire accepter sa feuille à la rébellion et aux pays de la coalition internationale, qui y mettent comme préalable le départ de Kadhafi,.
En mai, la Turquie se propose encore comme intermédiaire, sans succès.
De même, les tentatives de négociation en juin échouent, surtout après le lancement d'un mandat d'arrêt international contre Kadhafi.
Les agissements des pays occidentaux ont suscité une large réprobation en Afrique. Pour l'ancien président sud-africain Thabo Mbeki : « Nous pensions avoir définitivement mis un terme à cinq cents ans d’esclavage, d’impérialisme, de colonialisme et de néocolonialisme. (…) Or les puissances occidentales se sont arrogé de manière unilatérale et éhontée le droit de décider de l’avenir de la Libye. » Le président de l'Union africaine, Jean Ping, indique que cette position est « largement partagée » par les Africains.

### Réponse humanitaire

#### Évacuations

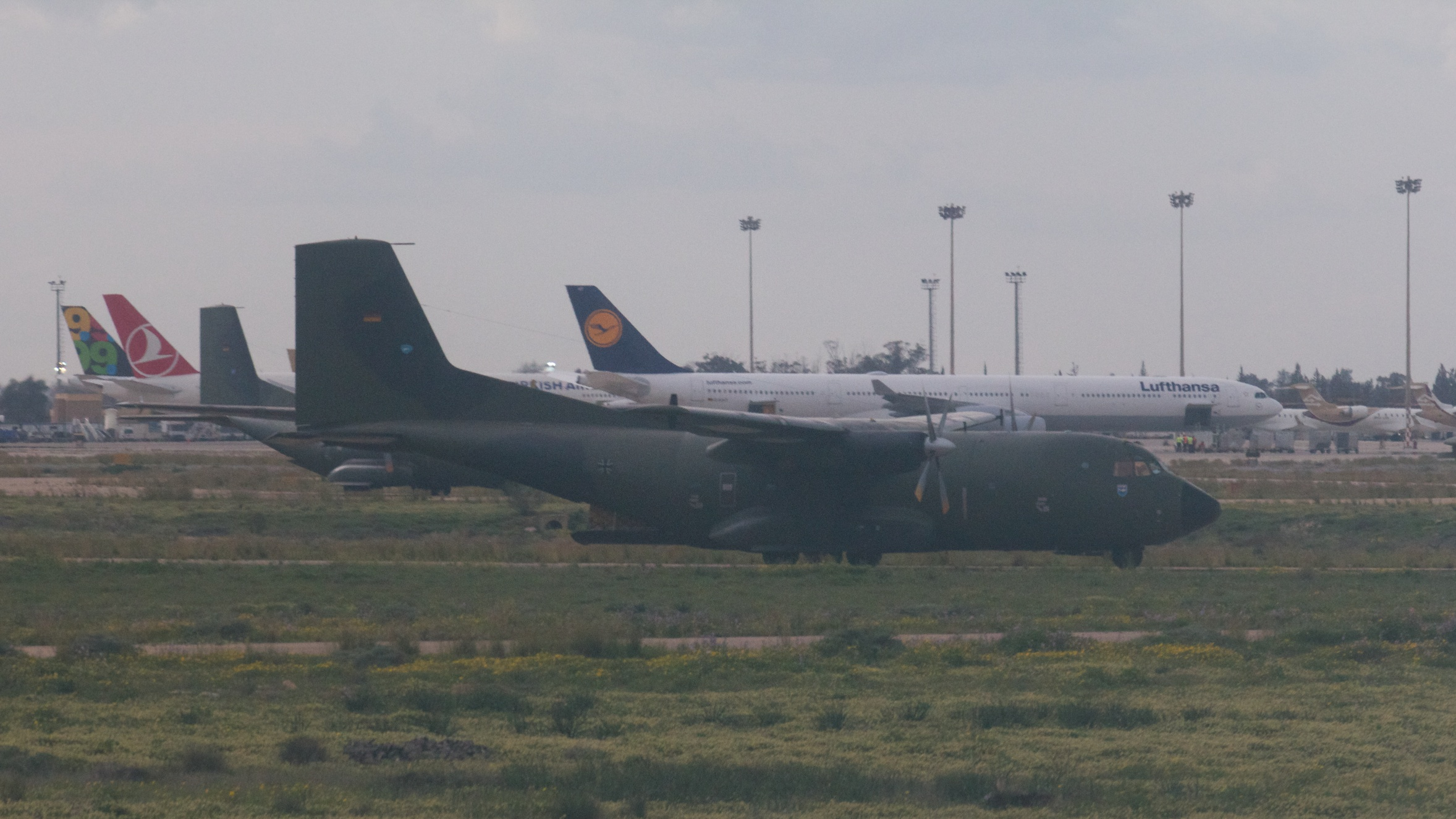
Deux C-160 de la Luftwaffe à l'aéroport international de Tripoli, le 22 février.

Le Haut-commissariat aux réfugiés estime qu'un million de personnes ont fui la Libye entre février et juin 2011. Leurs destinations principales sont la Tunisie (530 000) et l'Égypte (340 000). Seuls 18 000 réfugiés ont atteint l'Europe.
Les pays ayant des ressortissants travaillant en Libye commencent à les évacuer à partir du 19 février, soit en envoyant des avions militaires, soit en affrétant des moyens civils, ferries ou avions. C’est le cas de l’Autriche, du Portugal le 21 février. La Russie envoie des avions militaires le mardi matin 22 février pour ses ressortissants dont une vingtaine d'employés de Gazprom. Des groupes pétroliers se chargent de leurs employés : c'est le cas du groupe BP et d'ENI. Les Pays-Bas envoient le 22 février un avion militaire pour les ressortissants européens. La France envoie trois avions militaires à partir du 22 février.
La Turquie, qui compte plusieurs dizaines de milliers de ressortissants en Libye envoie deux ferries et un bateau militaire au port de Benghazi (l'aéroport de Benghazi étant inutilisable) pour l'évacuation de trois mille ressortissants turcs, dont plusieurs centaines attendaient dans un stade. Une opération similaire, évacuant trois cents blessés de Misrata assiégée, est protégée par la chasse et la marine militaire turques. Cinq mille Égyptiens et des milliers de Tunisiens sont obligés de fuir par leurs propres moyens vers la frontière entre la Libye et la Tunisie, les milices les accusant de coalition avec les insurgés.
Le Royaume-Uni envoie la frégate HMS Cumberland (en) le 22 février en fin de journée à proximité des eaux territoriales libyennes, pour qu'elle soit opérationnelle en cas d'alerte. Le destroyer italien Francesco Mimbelli est envoyé croiser dans cette zone le même jour. Une frégate néerlandaise, la HNLMS Tromp, est également déroutée et doit arriver le vendredi 25 février dans les eaux libyennes.
La Grèce envoie trois bateaux le 23 février et prend en charge dans les jours suivants, à la demande de la Chine, l'évacuation vers la Crète des travailleurs chinois qui souhaitent quitter la Libye, dispositif complété par une rotation quotidienne de quinze avions. Au total, 36 000 Chinois ont été évacués de Libye.
Près d'un millier d'Algériens ont été rapatriés en quatre vols le 24 février. Un Algérien a été tué pendant les émeutes. Le 25 février, le navire italien San Giorgio prend à son bord 245 personnes de Misrata à Catane. Le Nigeria affrète deux Boeing pour ses ressortissants. Seuls les 60 000 ouvriers du Bangladesh, principalement employés dans le secteur du bâtiment, sont laissés à leur sort, le pays étant trop pauvre pour envisager des opérations de rapatriement.
Le Canada évacue tout son personnel diplomatique, La France fait de même le samedi 26 février. L'ambassade est close à 20 heures. Le Royaume-Uni ferme aussi son ambassade et évacue son personnel.

#### Assistance humanitaire
Le 25 février, le Comité international de la Croix-Rouge (CICR) a lancé un appel d’urgence préliminaire de 4,7 millions d'euros pour répondre aux besoins les plus pressants des personnes touchées par les troubles violents qui secouent la Libye. En attendant, le 7 mars 2011, le Mistral arrive à Zarzis. Initialement, le bâtiment avait été dépêché pour emmener des ressortissants égyptiens vers Alexandrie en moins d'une semaine. Finalement, ces ressortissants ont déjà été évacués par avion ; dès lors, l'équipage se contente de décharger 130 m3 de fret humanitaire.
Le directeur général du CICR a rappelé à tous ceux qui prennent part à la violence que du personnel de santé doivent être en mesure d’accomplir leur travail en toute sécurité.

## Conséquences
Analysant les résultats de cette intervention armée, les spécialistes du monde arabe se rejoignent pour décrire les conséquences néfastes de cette intervention avec la destruction de l'État libyen dont le pouvoir local est assuré de facto par des tribus régionales, les succès de l'islamisme dans la région et la déstabilisation de la zone sahélo-saharienne entraînant notamment le coup d'État militaire de 2012 au Mali.

### Pétrole

Infrastructures liées au pétrole et au gaz en Libye.

Le prix du baril de pétrole brent qui a terminé l'année 2010 à 94,59 dollars le baril (contre 78 dollars à la fin de 2009), atteint 110 dollars le 23 février 2011 et dépasse le niveau de septembre 2008.
Entre la période d'apparition des troubles dans le pays et février 2011, la production libyenne, qui s'élève normalement à environ 1,6 million de barils par jour, a été réduite de moitié, voire de trois quarts selon les estimations.
Le brut rapidement disponible en provenance des autres pays membres de l’Opep, n’est pas de la même qualité que le brut léger libyen, adapté aux vieilles raffineries européennes. Les raffineurs européens, comme notamment Petroplus, Saras ou encore Tamoil, ont déjà annoncé qu’ils chercheraient des fournisseurs alternatifs à la Libye, mais ils seront contraints de payer un prix plus élevé,.

### Immigration
Le ministre des Affaires étrangères italien Franco Frattini déclare le 23 février 2011 au matin : « Nous savons à quoi nous attendre quand le régime libyen tombera : une vague de 200 000 à 300 000 immigrés, soit dix fois plus que le phénomène des Albanais dans les années 1990 ». L'Italie sollicite l'aide de l'Union européenne en « lui demandant avec force d'assumer ses responsabilités dans la gestion des flux migratoires ».
La faillite de l'État libyen provoqua en effet pendant les années qui suivirent la chute de Kadhafi une augmentation conséquente des flux migratoires vers l'Europe.

### Renforcement des groupes djihadistes
Le soulèvement en Cyrénaique a entrainé la prise de contrôle d'arsenaux de l'État libyen et la dissémination des armes qui y étaient stockés. Des islamistes, notamment les Frères musulmans, profitent de la situation pour s'armer. L'Algérie et les pays du Sahel pensent qu'une partie de l'armement est tombée aux mains d'Al-Qaida au Maghreb islamique (AQMI).
De manière analogue qu'en Irak ou au Yémen, le vide politique entraîné par la chute du régime de Kadhafi à l'ouest de la Libye est une opportunité pour les Jihadistes de se renforcer. Un ancien patron de la Direction de la surveillance du territoire (DST) français et fondateur du Centre international de recherches et d’études sur le terrorisme, considère que le verrou contre Al-Qaïda et l'immigration clandestine a sauté en Libye.
L'organisme représentant les rebelles, le Conseil national de transition (CNT), reste marqué par l'islam politique. L'article 1 de la Charte nationale fait de la charia islamique la source des lois.

## Suites

### Interrogations et analyses
Après la seconde bataille de Tripoli, considérée comme point culminant et déterminant du conflit, se pose la question de la Libye de l'après-Kadhafi.
Des spécialistes géopolitiques et des universitaires se demandent, à propos de l'avenir du pays : quel sera-t-il et sur quels fondements s'appuiera un futur équilibre politique ? Et comment seront redistribuées les richesses pétrolières du pays ?
La presse s'interroge aussi sur les moyens du processus de reconstruction que rendent nécessaire les importants dégâts militaires. La CIA craint que l'après-Kadhafi ne débouche à court ou long terme à la division de la Libye en deux états souverains et indépendants : la Tripolitaine, et la Cyrénaïque.
Revenant sur ces événements Barack Obama condamnera les modalités et les suites de l'intervention militaire menée principalement par les Européens en la désignant sous le terme de « shit show » (spectacle de merde). Il rappellera que « M. Cameron et Nicolas Sarkozy, alors président de la République française, ont fait pression pour les bombardements sur les troupes du colonel Kadhafi qui ont mené à sa chute », devant constater que « depuis 2011 la Libye est de plus en plus touchée par la violence et la guerre civile ». Il conclut que « la Libye est un gâchis ».
Kofi Annan regrettera également que le principe de la « responsabilité de protéger », qu'il avait contribué à élaborer, ait été dévoyé et que la résolution 1 973 du Conseil de sécurité des Nations unies ait donné aux Russes et aux Chinois le sentiment qu'ils avaient été dupés, cette résolution prise pour éviter davantage de morts ayant été transformée en processus de changement de régime.